# Морское (Крым)
Морско́е (до 1945 года Капсихо́р; укр. Морське, крымскотат. Qapsihor, Къапсихор) — село, расположенное в восточной части Южного берега Крыма. Входит в городской округ Судак (Морской сельский совет Судакского горсовета).

## Этимология
Историческое название села — Капсихор — является искажённой формой греческого названия Καψο Χωρα, которое переводится как «выжженое село».
Вместе с тем, в исторических документах встречаются и иные варианты написания названия. Так, в массариях казначейства (бухгалтерских книгах) Каффы селение встречается под названиями (итал. casale de lo Carlo), (итал. Carlotus), (итал. Carlino), от древнегреческого и ромейского χώρα — «деревня, село» и κάψη, κάψω от κάψα (капси, капсо, капса) — «жара, зной», то есть жаркое/знойное село. Кроме того, на карте Таврической области из атласа Горного Училища (1792) селение обозначено как Капсохор, на военной топографической карте полуострова Крым, составленной Мухиным (1817), а также на карте 1890 года (верстовка Крыма от Военно-топографического Депо (Восток) — как Капсхор.
Капсихор также упоминается как (итал. Marti) в контексте (итал. caxalle marti monest…), то есть «хутор Марти монаст…» (монастыря) — что косвенно подтверждается и сообщением архиепископа Гавриила о двух греческих монастырях при деревне.
По другой версии, название села может представлять собой татарскую адаптацию среднегреческого Καψίου χωρί(ον) (село, деревня (рода) Капсия), что может быть истолковано как «село сундуков», от среднегречского χωρί(ον) (деревня, село) и καψία (среднелатинское capsia, сундук). В таком случае название также было мотивировано таврским могильником из каменных ящиков.

## География
Расположено на западе территории горсовета, на берегу Чёрного моря, в 17 км к западу от Судака, в устье реки Шелен, высота центра села над уровнем моря 43 м.
Морское находится в Капсихорской долине, ограниченной с восточной стороны хребтом Голлер и горой Ай-Фока, с западной — заказником Аунлар, с северной — горой Каматра, с южной — береговой линией моря Капсихорской бухты.
Расстояние до Судака составляет около 19 километров (по шоссе), ближайшая железнодорожная станция — Феодосия расположена примерно в 70 километрах. Соседние населённые пункты — Громовка в 4 км на север, Весёлое, Междуречье и Ворон — более 8 км на север — северо-восток.

Транспортное сообщение осуществляется по региональной автодороге 35К-005 Алушта — Феодосия (по украинской классификации — P-29).

## Современное состояние
На 2018 год в Морском числится около 45 улиц и переулков; на 2009 год, по данным сельсовета, в селе, в 1065 дворах, проживало 2367 человек. В селе действуют средняя общеобразовательная школа, дом культуры, амбулатория общей практики семейной медицины, пожарная часть, опорный пункт полиции отделение Почты России, церковь Иоанна Кронштадтского, мечеть «Капсихор джамиси».
Кроме того, в селе находится ГП «Морское» входящее в состав НПАО «Массандра».

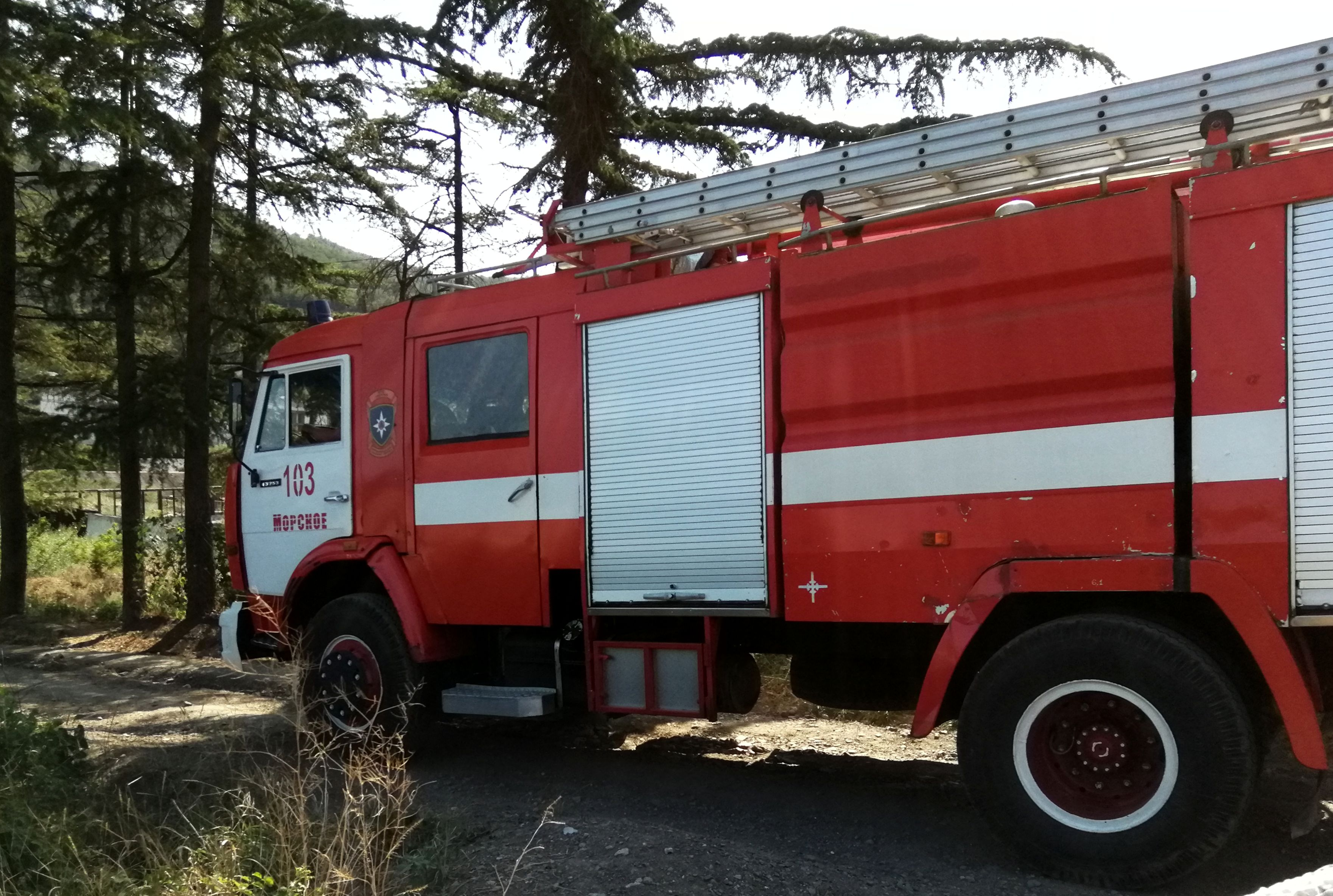
Пожарная часть 103 ГКУ РК «Пожарная охрана Республики Крым»

В 2015 году в Морском, до этого времени обслуживавшегося судакскими пожарными, открыта новая пожарная часть, оборудованная профессиональной техникой и пожарно-техническим вооружением. Помимо Морского, пожарная часть 103 ГКУ РК «Пожарная охрана Республики Крым» обслуживает близлежащие села Ворон, Громовку, Междуречье и Веселое.

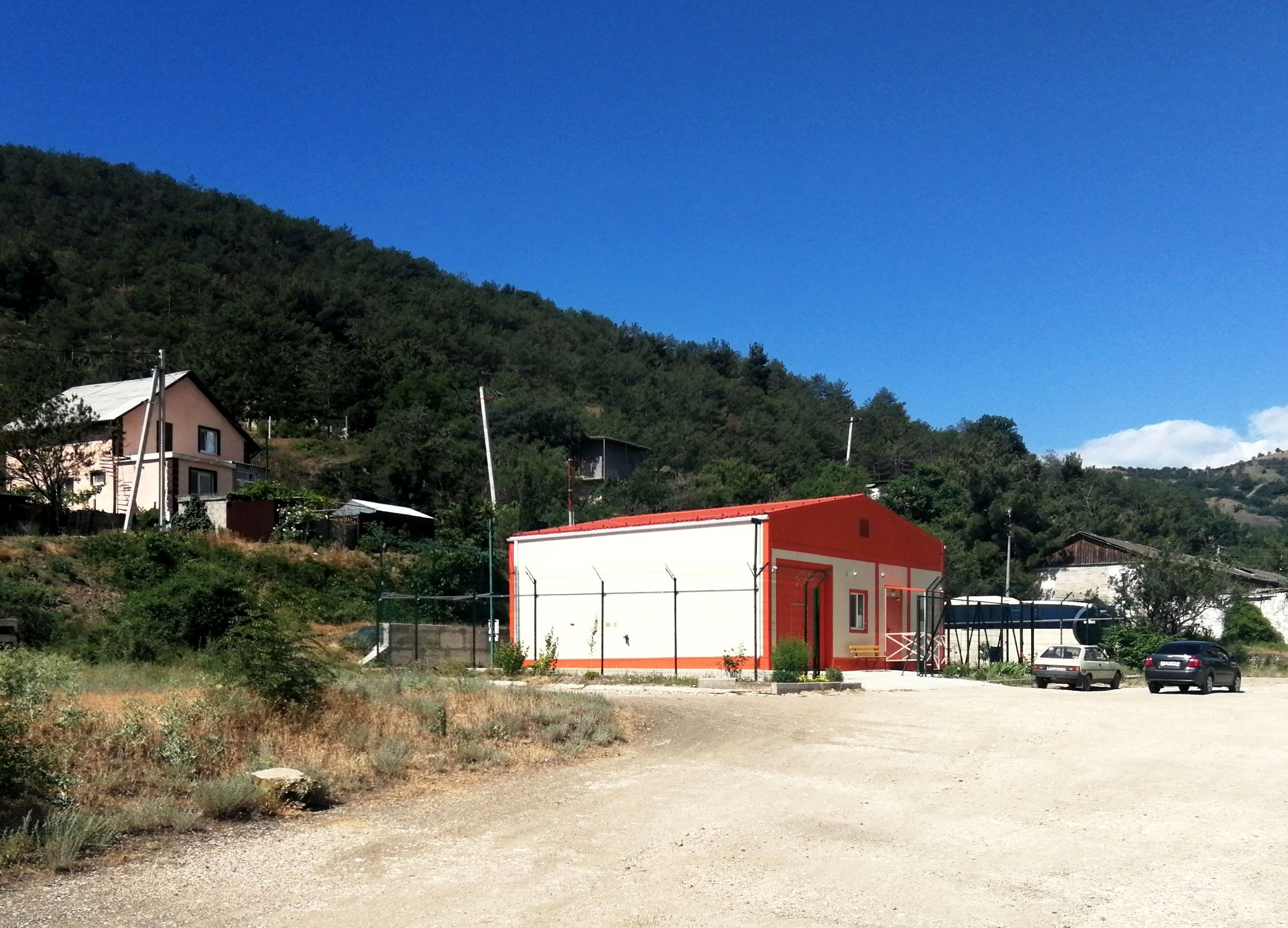
Пункт базирования бригад скорой помощи в Морском

С 2019 года в Морском в рамках реализации федеральной целевой программы осуществляется строительство детского сада на 140 мест. Ввод в эксплуатацию детского сада перенесён на неизвестный срок.
В 2019 году после реконструкции и технического переоснащения вновь открыта амбулатория, в которой оборудованы кабинеты семейного врача и врача-стоматолога, лаборатория, дневной стационар на 6 койко-мест.
В рамках выполнения ведомственной целевой программы Министерства здравоохранения Республики Крым «Модернизация государственных учреждений здравоохранения с целью доведения их до федеральных стандартов и нормативов» в 2020 году в Морском открыт пункт постоянного базирования бригад скорой медицинской помощи. Пункт оснащен электрокардиографом, аппаратом искусственной вентиляции лёгких, устройством подачи кислорода, дефибриллятором, а также имеет постоянно действующую лабораторию.
В 2020 году начата газификация села. Протяженность уличного газопровода среднего и низкого давления, включая подземную и надземную части, составит 28,4 км.
С 2021 года в рамках ФЦП «Социально-экономическое развитие Республики Крым и г. Севастополя до 2025 года» осуществляется реконструкция очистных сооружений Морского. При реконструкции применяются технологии, аналогичные проекту реконструкции КОС в Симферополе. Стоимость реконструкции составляет 331,63 млн.руб., окончание работ запланировано на 2023 год.
Морское связано автобусным сообщением с Судаком, городами Крыма и соседними населёнными пунктами.

## История

### VII—IX вв. (Хазарский период)
Первые поселения на месте Морского относятся, по заключению историка Бертье-Делагарда, к VIII—IX векам. Вероятно, это были потомки готов и аланов, заселивших край в III веке.
Археологи считают, что рядом с Капсихором, в Кутлакской долине, находился античный порт Афинеон. При этом селение Капсихор предположительно находилось на склоне горы Каматра (44°50′09″ с. ш. 34°47′46″ в. д.), расположенной в глубине долины.

### IX—XIV вв. (Византийский период)
Точно неизвестно, когда в эти края проникло христианство, однако Готская епархия Константинопольского патриархата распространила здесь своё влияние с первой половины нашей эры.
В IX веке в окрестностях современного села Морское, у мыса Ай-Фока возникло поселение святого Фоки (покровителя садоводов и мореплавателей). В конце 90-х годов XX века археологи, исследуя поселение, обнаружили фундаменты нескольких небольших храмов, включая храм у мыса Ай-Фока.
На горе Ай-Фока при могильнике также обнаружены фрагменты расписанной штукатурки и развалы стен постройки, принадлежавшей разрушенному храму.

К византийским топонимам в Морском и его окрестностях также относятся Ай-Серез (св. Сергий, греч. Ἄγιος Σέργιος — Айос Сергиос) и Паная (паная (панагия, греч. παναγία) — «пресвятая», греческий эпитет Богородицы).

Петр Кёппен в 1837 году также отмечал, что «…Келесенын Сырты (церковные горы, хребет) есть урочище в Капсхорской даче, на границе земель Арпатских»., что с учётом возведения Шапошниковым топонима Арпат к армянскому (арм. սուրբ ուրբաթ Сурб-Урбат, святая Параскева-Пятница) также позволяет отнести возникновение топонима Келесенын Сырты (греч. ἐκκλησία) к Византийскому периоду.

При этом часть топонимов Морского, например Аунлар и Голлер, относящиеся к этому периоду, вероятно имеют готское происхождение.

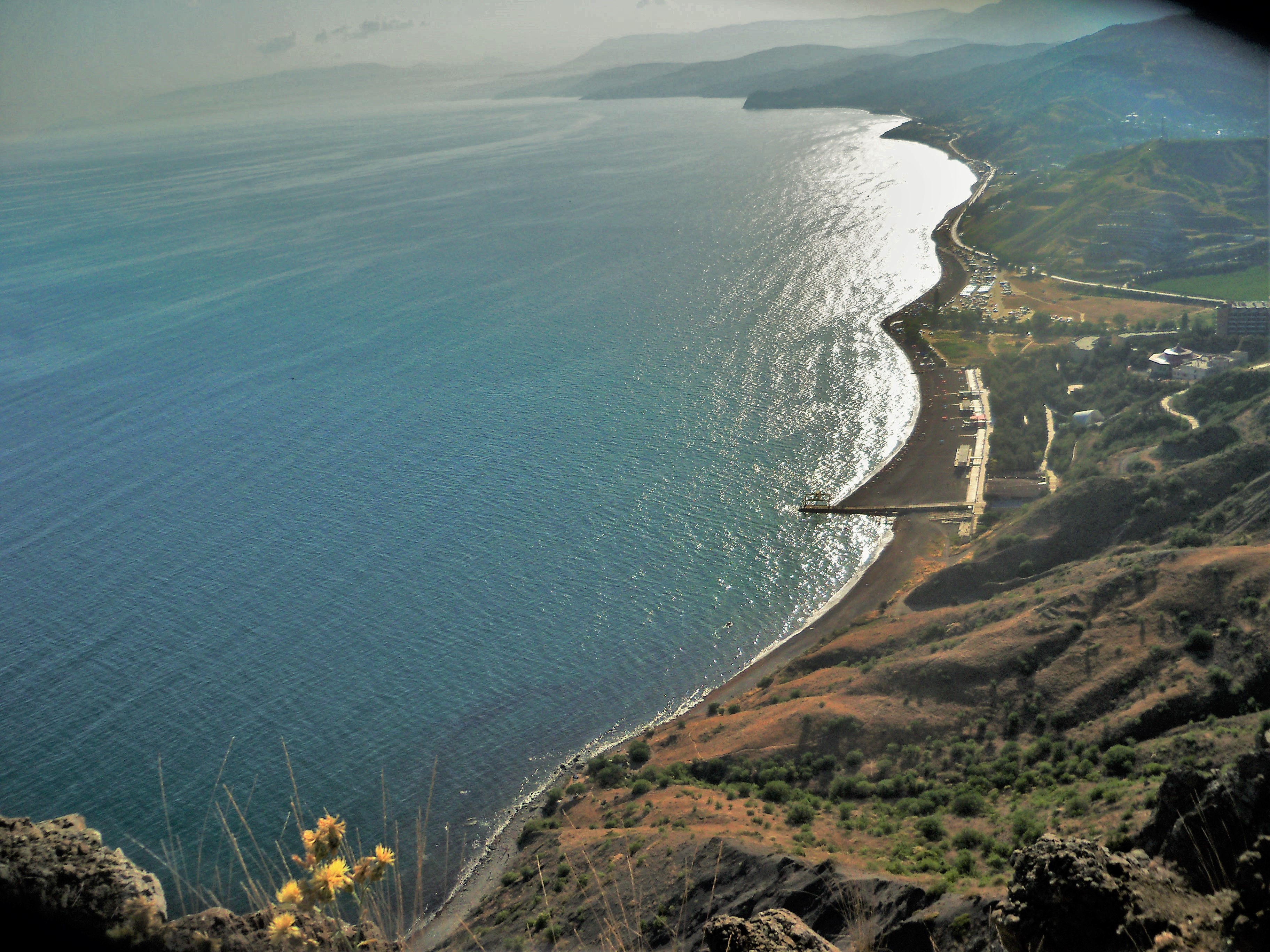
Капсихорская бухта и Морское, вид с горы Паная-Кая

### XIV—XV вв. (Генуэзский период)
В 1365 году побережье захватили генуэзцы и закрепили за собой договором консула Каффы Джанноне дель Боско с наместником Солхата Элиас-Беем Солхатским в 1381 году, согласно которому «гористая южная часть Крыма к северо-востоку от Балаклавы», с её поселениями и народом, который суть христиане, полностью переходила во владение генуэзцев.
Документированная история Капсихора начинается с 1381 года. Из документов банка св. Георгия в Генуе известно, что Капсихор входил в состав Солдайского консульства и управлялся братьями ди Гуаско — Теодоро, Андреотто и Диметрио. Несмотря на недовольство Солдайской общины, к территориям которой принадлежал Капсихор, братья ди Гуаско творили беззаконие и самоуправство над местными жителями. В окрестностях Морского находятся остатки генуэзских построек, в число которых входит сторожевая башня-донжон, расположенная на мысе Башенный, и изображенная на флаге и гербе Морского.

### XV—XVIII вв. (Османская империя)
В 1475 году генуэзские владения были завоёваны Османской империей и деревня была административно включена в Судакский кадылык санджака Кефе (до 1558 года, в 1558—1774 годах — эялета).
По первой переписи населения Кефинского санджака 1520 года в селении Капсихор насчитывалось 56 семей и 292 жителя — все христиане.
В османском дефтере провинции Кефе 1542 года в Капсихоре учтено 39 христианских семей (241 житель), 22 холостяка и 6 вдов. В османском дефтере 1634 года в Капсихоре упомянуты 19 семей немусульман и 12 выехавших дворов в селения Сартана (6 семей), Айан (2 семьи) и Йени-Сала (2 семьи) на территории Крымского ханства, в Ускут и Шума — по 1 двору.
Упомянуто селение Капсихор и в Джизйе дефтера Лива-и Кефе (Османских налоговых ведомостях) 1652 года, где перечислены 16 имён и фамилий проживавших здесь налогоплательщиков-христиан. Документальное упоминание селения встречается в «Османском реестре земельных владений Южного Крыма 1680-х годов», согласно которому Кабсхор входил в Судакский кадылык эялета Кефе. Всего упомянуто 49 землевладельцев, из которых 11 иноверцев, владевших 2132-мя дёнюмами земли. После обретения ханством независимости по Кючук-Кайнарджийскому мирному договору 1774 года «повелительным актом» Шагин-Гирея 1775 года селение было включено в Крымское ханство, в состав Кефинского каймаканства Судакского кадылыка, что зафиксировано, как Камусхор, и в Камеральном Описании Крыма… 1784 года. В селении оставалось христианское население, действовала церковь св. Ильи (по данным архиепископа Гавриила в селении «…были два древних греческих монастыря», однако сам Гавриил их уже не застал).
В 1778 году все христиане, греки-румеи, были переселены в Приазовье. По «Ведомости о выведенных из Крыма в Приазовье христианах» А. В. Суворова от 18 сентября 1778 года из деревни Катагор выселено 97 греков (52 мужчины и 45 женщин) (вместе с выходцами из Чермалыка, Айлянмы и Шелена, основали на новом месте село Чермалык), при этом, видимо, большинство греков осталась на месте, перейдя в ислам (или исчезло в силу естественных причин к этому времени). В ведомости «при бывшем Шагин Герее хане сочиненная на татарском языке о вышедших християн из разных деревень и об оставшихся их имениях в точном ведении его Шагин Герея» и переведённой 1785 году, содержится список 24 жителей-домовладельцев деревни Капсихор, с подробным перечнем имущества и земельных владений. У 7 владельцев числилось по 2 дома, у некоего Аслана — 3, 1 дом разорён и 1 продан, лишь у двоих учтены по 2 кладовые, прочего имущества ни у кого, по неизвестной причине, не числится, а у Костандина записан только «1 виноград» (без дома). Из земельных владений почти у всех перечислены виноградники и льняные поля, у многих — сады (у некоторых по 2—3, как и виноградников), пашни (засевы) и луга (сенокосы), 6 бахчей. Также в ведомости учтены «стороных людей виниграды состоящие в сеи деревне», принадлежавшие 9 человекам. Также содержится приписка, что «Сия деревня отдана во владение г-ну генерал-майору и кавалеру Василию Степановичу Попову».

### XVIII—XIX вв. (Российская империя)
После присоединения Крыма к России 8 (19) апреля 1783 года, 8 (19) февраля 1784 года, именным указом Екатерины II сенату, на территории бывшего Крымского Ханства была образована Таврическая область и деревня была приписана к Левкопольскому, а после ликвидации в 1787 году Левкопольского — к Феодосийскому уезду Таврической области.

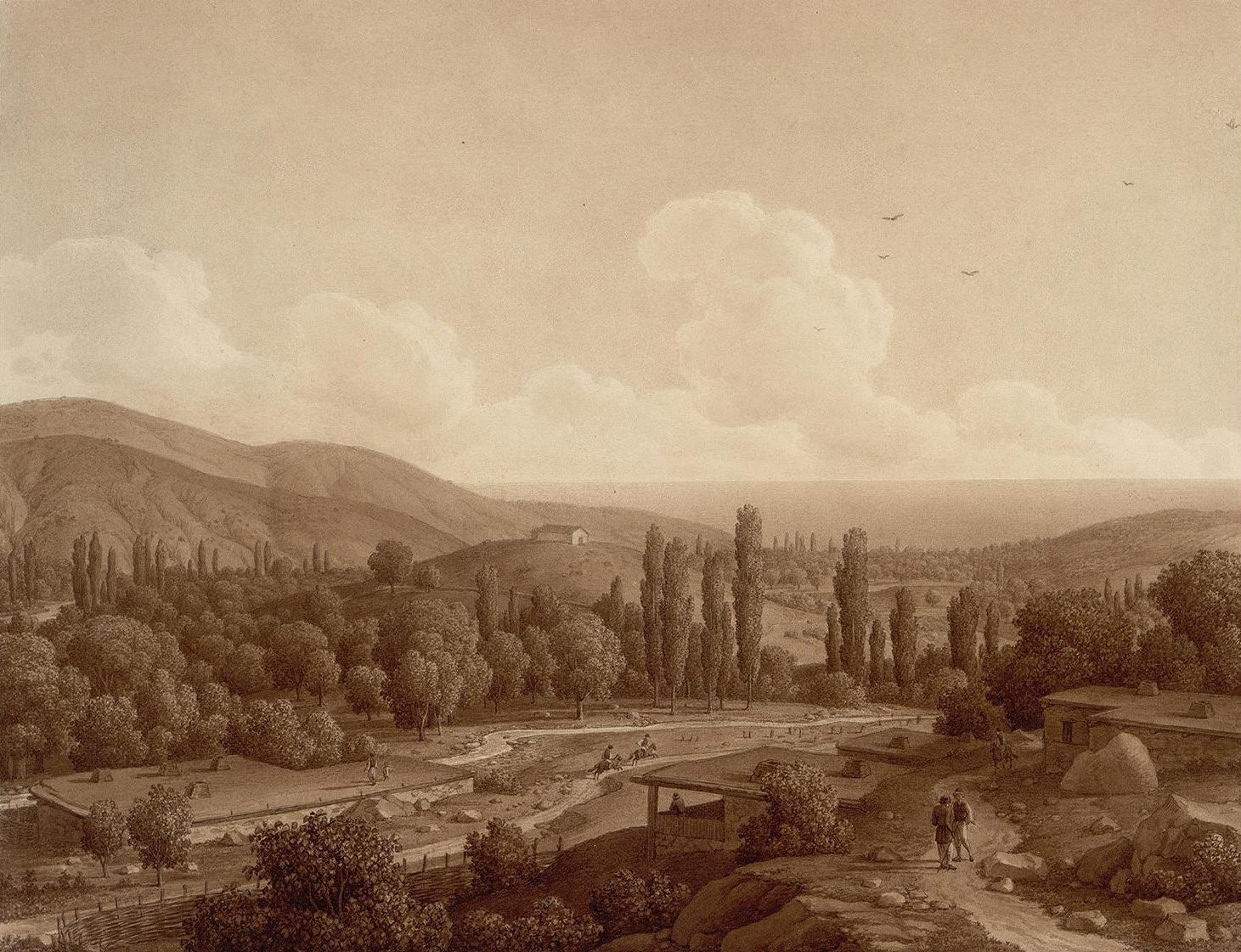
Капсихор, 1824 год, Карл фон Кюгельген. Бумага, сепия

После назначения 16 февраля 1784 года В. В. Каховского первым правителем Таврической области им был назначен директор казённых садов в Крыму, француз Иосиф Банк, ранее служивший в Астрахани. Местом жительства Банка был назначен Судак. В 1774 и 1775 гг. виноград и фрукты из казённого Судакского сада поставлялись в Санкт-Петербург, а поскольку фрукты в Капсихоре созревали раньше, чем в Бахчисарае, Каховский отправлял их Потемкину и В. С. Попову.
С началом Русско-турецкой войной 1787—1791 годов, в феврале 1788 года производилось выселение крымских татар из прибрежных селений во внутренние районы полуострова, в том числе и из Капсихора. В конце войны, 14 августа 1791 года всем было разрешено вернуться на место прежнего жительства.
В 1793 году Петром Палласом было составлено первое известное описание селения:
Долина Капсихора, богатая садами и виноградниками, с самым приятным положением — около полутора верст от моря, между горами — открывается к бухте, образующей прибрежье между мысом Чобан-кале и горами, выдавшимися в море между этим местом и Кутлаком. Это — бухта, не имеющая подводных скал, очень удобна для рыбной ловли. Ручей Шелен, поблизости которого лежит деревня этого имени, высоко в горах, в девяти верстах от моря, течет мимо Капсихора в море. Богатые татары, жители этих мест, имеют на берегу моря под высотами превосходные поля с огурцами и льном, старательно унаваживаемые и орошаемые. Они пользуются дорогой, переваливающей через горы, доступной арбам, для продажи на рынке Карасубазара зерна и прочих произведений их земель. Крап растет здесь в низинах без посева, и можно было бы разводить и хлопок с большой выгодой. Но вино здесь очень плохое потому, что не обращают внимания на посадку лучших сортов виноградных лоз в садах..
 После Павловских реформ, с 1796 по 1802 год, Капсихор входил в Акмечетский уезд Новороссийской губернии. По новому административному делению, после создания 8 (20) октября 1802 года Таврической губернии, Капсихор был включён в состав Кокташской волости Феодосийского уезда.

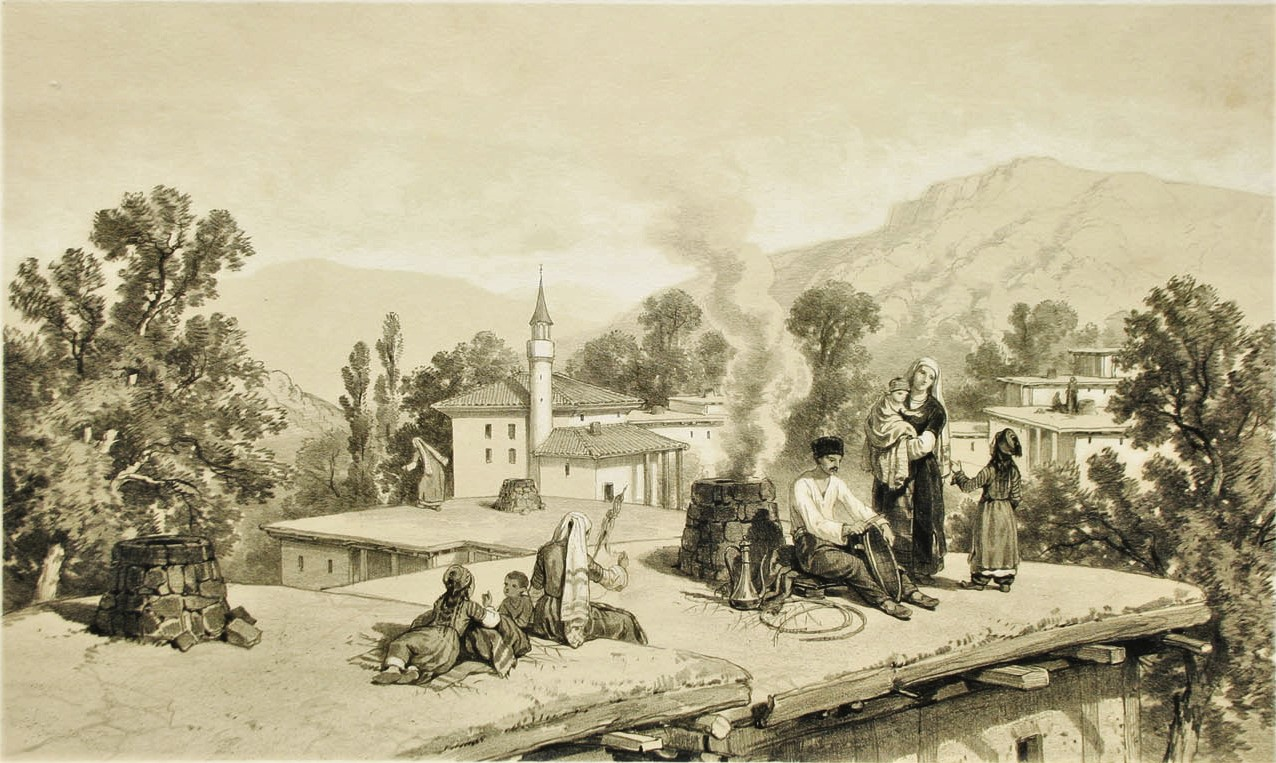
«Капсихор. Вечерние занятия татар», 1845. Ксавье Оммер де Гелль

По Ведомости о числе селений, названиях оных, в них дворов… состоящих в Феодосийском уезде от 14 октября 1805 года, в деревне Капсихор числилось 42 двора и 235 жителей, исключительно крымских татар. На военно-топографической карте генерал-майора Мухина 1817 года деревня Капсхор обозначена с 61 двором. После реформы волостного деления 1829 года Копсыхор, согласно «Ведомости о казённых волостях Таврической губернии 1829 года» остался в составе Кокташской волости. Шарль Монтандон в своём «Путеводителе путешественника по Крыму, украшенный картами, планами, видами и виньетами…» 1833 года так описывал Капскор
Деревня, расположенная в двух верстах от моря, очень велика, хорошо построена и одна из самых красивых на побережье. Мечеть, строительство которой завершается, укрепляет мнение въезжающих в селение о достатке местных жителей.
На карте 1836 года в деревне 112 дворов, как и на карте 1842 года.
В 1860-х годах, после земской реформы Александра II, деревню приписали к Таракташской волости. Согласно «Списку населённых мест Таврической губернии», составленному по результатам VIII ревизии 1864 года, Капсихор — казённая татарская деревня со 175 дворами, 515 жителями и мечетью при источниках. По обследованиям профессора А. Н. Козловского начала 1860-х годов, селение «…изобилуют родники прекрасной пресной воды». На трёхверстовой карте Шуберта 1865—1876 года в деревне Капсхор обозначено всего 23 двора. Как большое и очень зелёное селение в 1,5 верстах от моря, не связанное колёсными дорогами с другими населёнными пунктами, описывает Капсихор Д. Соколов в книге 1869 года «Прогулка по Крыму с целью ознакомить с ним». Мария Сосногорова в путеводителе 1871 года особо упоминала каписхорцев, как очень зажиточных и гостепреимных. На 1886 год в деревне Капсихар, согласно справочнику «Волости и важнѣйшія селенія Европейской Россіи», проживало 565 человек в 193 домохозяйствах, действовала мечеть и 2 лавки. В «Памятной книге Таврической губернии 1889 года», по результатам Х ревизии 1887 года, Капсихор записан уже с 62 дворами и 1145 жителями.

После земской реформы 1890-х годов деревня осталась в составе преобразованной Таракташской волости. По «…Памятной книжке Таврической губернии на 1892 год» в Капсихоре, составлявшем Капсихорское сельское общество, числилось 1263 жителя в 290 домохозяйствах, а на верстовке Крыма 1893 года — 293 двора с татарским населением. В 1890-х годах в путеводителе Николая Головкинского Капсихор описан так 
Деревня Капсихор богата садами и заметна еще издали по густой зелени старых орехов, растущих у морского берега. Здесь летом татары лечили больных песчаными ваннами. Больного закапывали в нагретый солнцем песок, оставляя открытой только голову, которую затеняли покрывалом или зонтиком.
Почва в долине очень плодородна. Плоды здешних садов отличались прекрасным качеством. Большое количество старых шелковичных деревьев говорит о том, что здесь когда-то активно занимались шелководством.
Всероссийская перепись 1897 года зафиксировала в деревне 1584 жителя, из которых 1573 мусульманина (крымских татар), 838 мужчин и 746 женщин. По «…Памятной книжке Таврической губернии на 1902 год» в деревне Капсихор, составлявшей Капсихорское сельское общество, числилось 1727 жителей в 360 домохозяйствах. По Статистическому справочнику Таврической губернии, 1915 год, в деревне Копсихор Таракташской волости Феодосийского уезда числилось 386 дворов (все дворы с землёй) с татарским населением в количестве 1912 человек приписных жителей и 32 «посторонних», из которых 988 мужчин и 956 женщин. Жители владели 3069 десятинами удобной земли. В хозяйствах имелось 132 лошади, 60 волов, 82 коровы и 1610 голов овец, свиней, или коз. Жители владели 3882 десятинами земли, из которых 130,5 занимали виноградники.

### XX в. (РСФСР, УССР)
При Советской власти, по постановлению Крымревкома от 8 января 1921 года была упразднена волостная система и село включили в состав вновь созданного Судакского района Феодосийского уезда,, а в 1922 году уезды получили название округов. 11 октября 1923 года, согласно постановлению ВЦИК, в административное деление Крымской АССР были внесены изменения, в результате которых округа ликвидировались и Судакский район стал самостоятельной административной единицей, в составе которого был образован Капсихорский сельсовет.
В состав Капсихорского сельсовета, помимо Капсихора, входили хутор Воронская Долина, села Подгорное, Громовка и Зеленогорье.

Согласно Списку населённых пунктов Крымской АССР по Всесоюзной переписи 17 декабря 1926 года, в селе Капсихор, центре Капсихорского сельсовета Судакского района, числилось 420 двора, из них 398 крестьянских, население составляло 1562 человека. В национальном отношении учтено 1536 татар, 12 русских, 4 украинца, 8 немцев, 1 грек, 1 армянин, действовала татарская школа. По данным всесоюзной переписи населения 1939 года в селе проживало 1804 человека
В 1944 году, после освобождения Крыма от фашистов, согласно постановлению ГКО № 5859 от 11 мая 1944 года, 18 мая крымские татары были депортированы в Среднюю Азию: на 15 мая 1944 года подлежало выселению 1768 человек крымских татар; было принято на учёт 387 домов спецпереселенцев.. 12 августа 1944 года было принято постановление № ГОКО-6372с «О переселении колхозников в районы Крыма» и в сентябре 1944 года в район приехали первые новосёлы (2469 семей) из Ставропольского и Краснодарского краёв, а в начале 1950-х годов последовала вторая волна переселенцев из различных областей Украины. Указом Президиума Верховного Совета РСФСР от 21 августа 1945 года Капсихор был переименован в Морское и Капсихорский сельсовет — в Морской. С 25 июня 1946 года Морское в составе Крымской области РСФСР, а 26 апреля 1954 года Крымская область была передана из состава РСФСР в состав УССР.
Указом Президиума Верховного Совета УССР «Об укрупнении сельских районов Крымской области», от 30 декабря 1962 года Судакский район был упразднён и село включили в состав Алуштинского района. 4 января 1965 года, указом Президиума ВС УССР «О внесении изменений в административное районирование УССР — по Крымской области» Морское переданo в состав Феодосийского горсовета. В 1979 году был воссоздан Судакский район и село передали в его состав.
С 12 февраля 1991 года село в восстановленной Крымской АССР. Постановлением Верховного Совета Автономной Республики Крым от 9 июля 1991 года Судакский район был ликвидирован, создан Судакский горсовет, которому переподчинили село.
26 февраля 1992 года Крымская АССР переименована в Автономную Республику Крым.

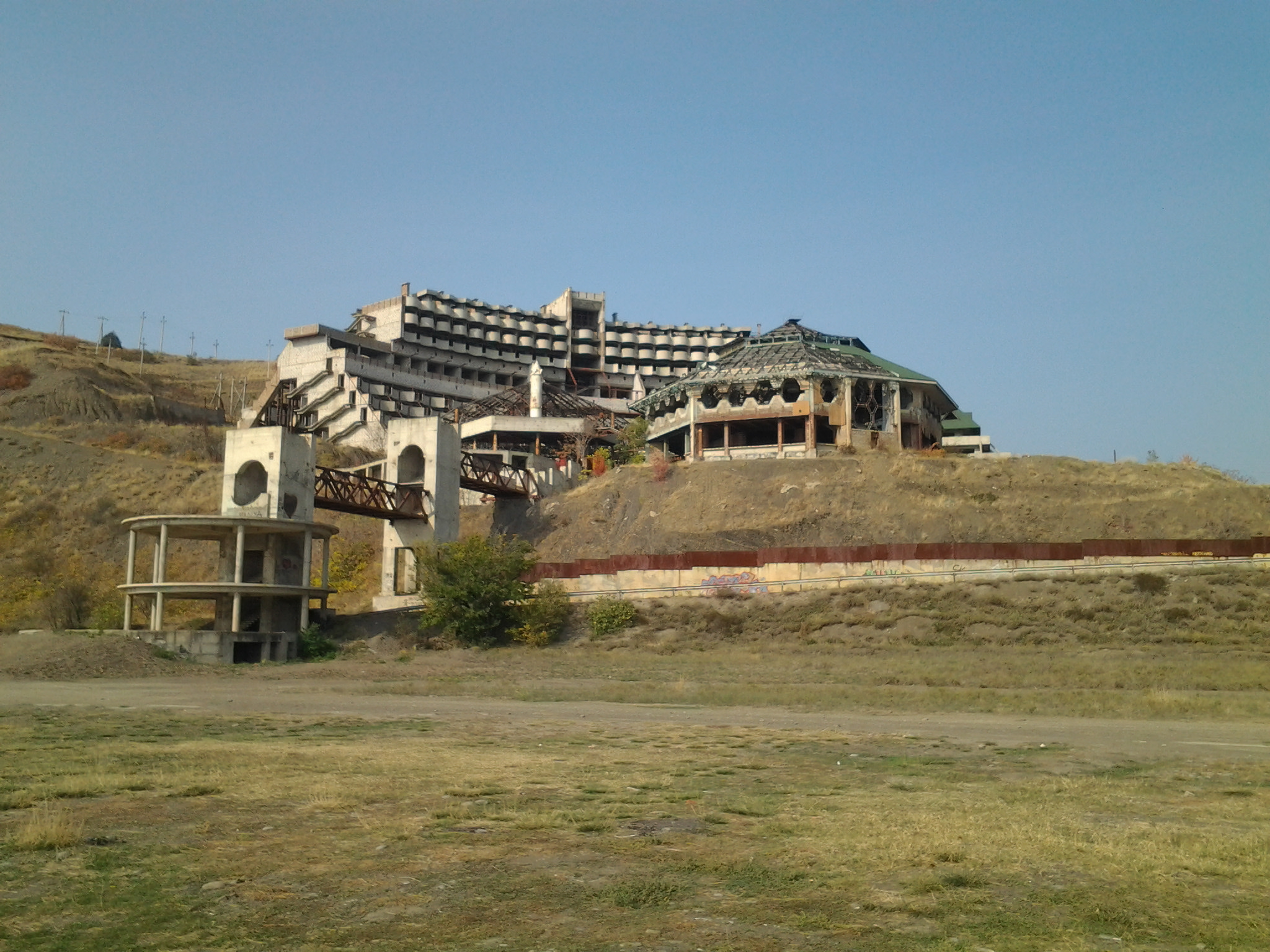
Пансионат «Липецкий металлург»

C распадом СССР в Морском прекратилось строительство ряда объектов. Так, в Морском находится одно из крупнейших заброшенных зданий в Крыму — пансионат «Липецкий металлург», строительство которого начинал Новолипецкий металлургический комбинат. После приватизации комбината в начале 90-х пансионат был выделен в дочернее общество ОАО «Новолипецкий металлургический комбинат».

### XXI в.
С 21 марта 2014 года село находится в составе Республики Крым России, с 5 июня 2014 года в Городском округе Судак.

## Символика
Герб
Утвержден решением сессии Морского сельского Совета № 251 от 21 апреля 2005 года. Авторами проекта герба являются члены Крымского геральдического общества О. И. Маскевич, В. И. Коновалов.

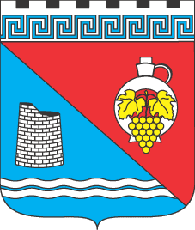
Герб села Морское

Щит скошен справа. В верхнем красном поле круглый декоративный серебряный кувшин, поверх которого золотая виноградная гроздь с двумя листочками. В нижнем синем поле руины серебряной крепостной башни с бойницей над серебряным волнистым поясом, на котором синий нитевидный волнистый пояс. В серебряной, зубчатой сверху вершине синий меандр.
Кувшин и виноградная гроздь символизируют виноградарство и виноделие, которыми занимались люди на землях Морского на протяжении многих веков. Башня и зубчатая вершина отражают прошлое села, а также напоминает об известном памятнике истории — средневековой генуэзской башне Чобан-Куле. Меандр напоминает о первых поселенцах села, а морская волна отражает его название. Синий цвет символизирует красоту, величие, синее море и голубое небо, красный — мужество, историческую связь времен, труд..

Флаг

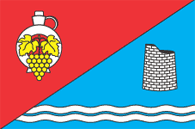
Флаг села Морское

В соответствии с решением сессии Морского сельского совета № 252 от 21 апреля 2005 года установлен и соответствующий гербу флаг села Морское:

Прямоугольное полотнище с соотношением ширины и длины 2:3 разделено по диагонали от свободного верхнего угла на два равных треугольных поля. В верхнем красном поле круглый белый декоративный кувшин, поверх которого жёлтая гроздь винограда с двумя листочками (высота кувшина и грозди составляет 1/2 ширины флага). В нижнем синем поле руины белой крепостной башни с бойницей (высотой 1/3 ширины флага) над двумя белыми волнистыми полосами (толщиной 1/20 ширины флага).

## Население

### Численность и динамика населения
| 1520  | 1542  | 1864  | 1887  | 1892  | 1897  | 1926  |
| ----- | ----- | ----- | ----- | ----- | ----- | ----- |
| 292   | ↘241  | ↗515  | ↗1145 | ↗1263 | ↗1584 | ↘1562 |
| 1939  | 1989  | 2001  | 2014  | 2016  | 2020  | 2021  |
| ↗1804 | ↗1894 | ↗2245 | ↗2394 | ↗2406 | ↗2430 | ↗2450 |
| 2022  |       |       |       |       |       |       |
| ↗2590 |       |       |       |       |       |       |

### Национальный состав
Всеукраинская перепись 2001 года показала следующее распределение по носителям языка
| Язык             | Процент |
| ---------------- | ------- |
| русский          | 71,27   |
| крымскотатарский | 20,53   |
| украинский       | 6,59    |
| другие           | 0,39    |

## Климат
Морское расположено в крымском субсредиземноморском экорегионе, климат субтропический средиземноморского типа, без резких колебаний температур, засушливый. Похож по температуре на климат Алушты с апреля по сентябрь, но немного холоднее (в среднем на 2 °C) с октября по март.
По зоне морозостойкости USDA Морское относится к зоне 8а, очень редко возможны морозы до −23 °С. Снежный покров неустойчив: снег выпадает редко и быстро тает. Осень тёплая (теплее весны) и малооблачная.
Осадков выпадает немного — в среднем 318 мм в год (в Ялте — 609 мм). Средняя скорость ветра 4 м/с, средняя влажность воздуха 73 %, 2350 солнечных часов в году (в Ялте — 2250 часов). В Морском очень мало пасмурных дней в году — 51 и достаточно много ясных — 152. Среднегодовая температура +11,9 °С. Летом тепло и солнечно, много жарких и сухих, а иногда и очень жарких дней. Особенно жаркая погода может установиться в июле и августе — температура может доходить до +38 °С.
Купальный сезон — один из самых продолжительных в Крыму — 138 дней (с начала июня до середины октября).

## Температура воды
| Показатель              | Янв. | Фев. | Март | Апр. | Май  | Июнь | Июль | Авг. | Сен. | Окт. | Нояб. | Дек. |
| ----------------------- | ---- | ---- | ---- | ---- | ---- | ---- | ---- | ---- | ---- | ---- | ----- | ---- |
| Средняя температура, °C | 8,3  | 7,8  | 6,9  | 9,9  | 13,7 | 20,5 | 23,1 | 25,9 | 22,5 | 18,4 | 16,8  | 14,5 |

## Объекты культурного наследия

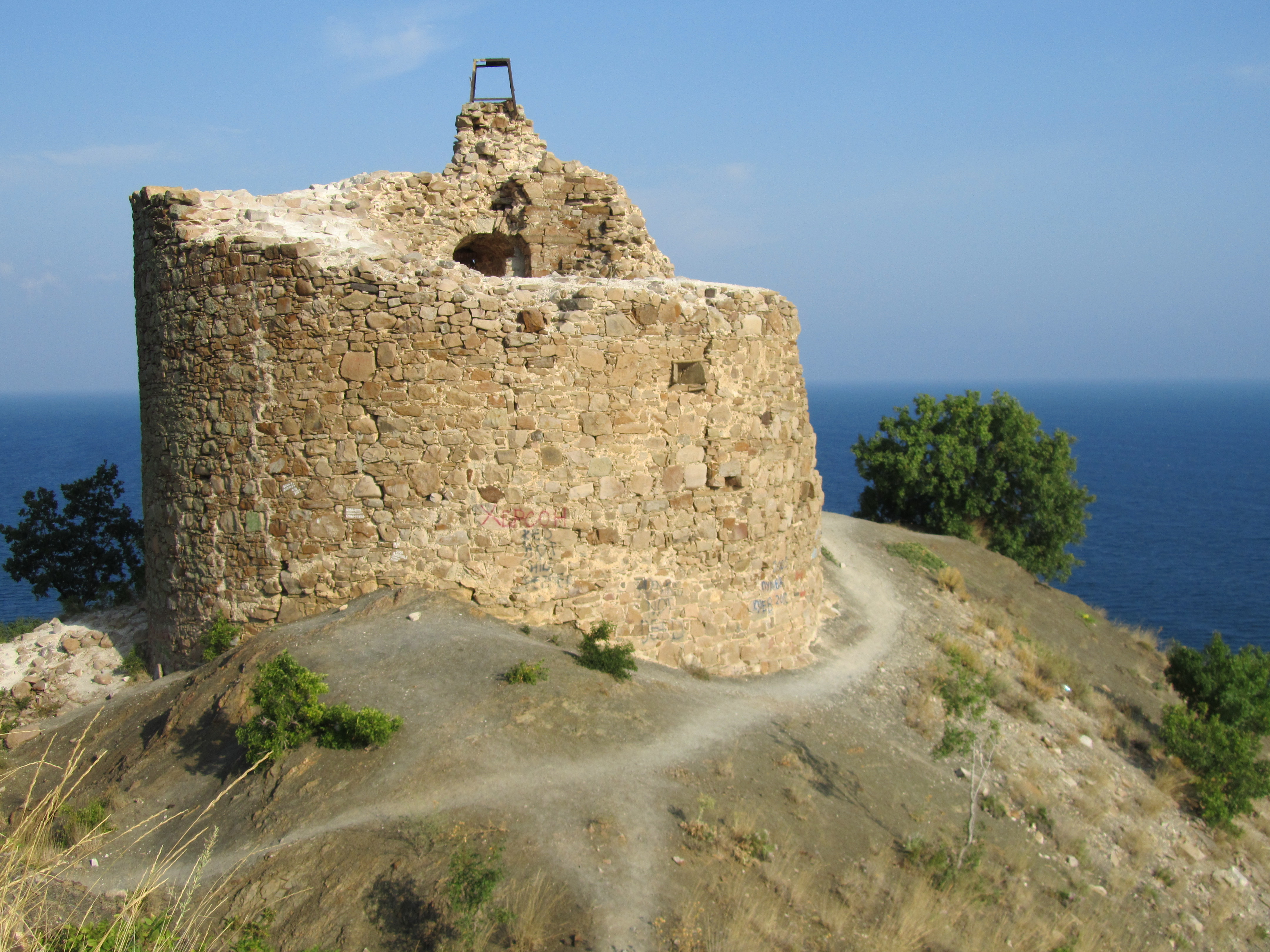
башня Чобан-Куле

### федерального значения
- Башня Чабан-Куле XIV—XV вв  Объект культурного наследия народов РФ федерального значения. Рег. № 911510363440006 (ЕГРОКН)[140], приказ Министерства культуры Российской федерации от 27.11.2015 № 20956-р  Памятник культурного наследия Украины национального значения. Охр. № 283-Н

### регионального значения
- Место высадки партизанской группы А. В. Мокроусова  Объект культурного наследия народов РФ регионального значения. Рег. № 911710937880005 (ЕГРОКН) (решение Крымского облисполкома от 05.09.1969 № 595, уч.№ 385)

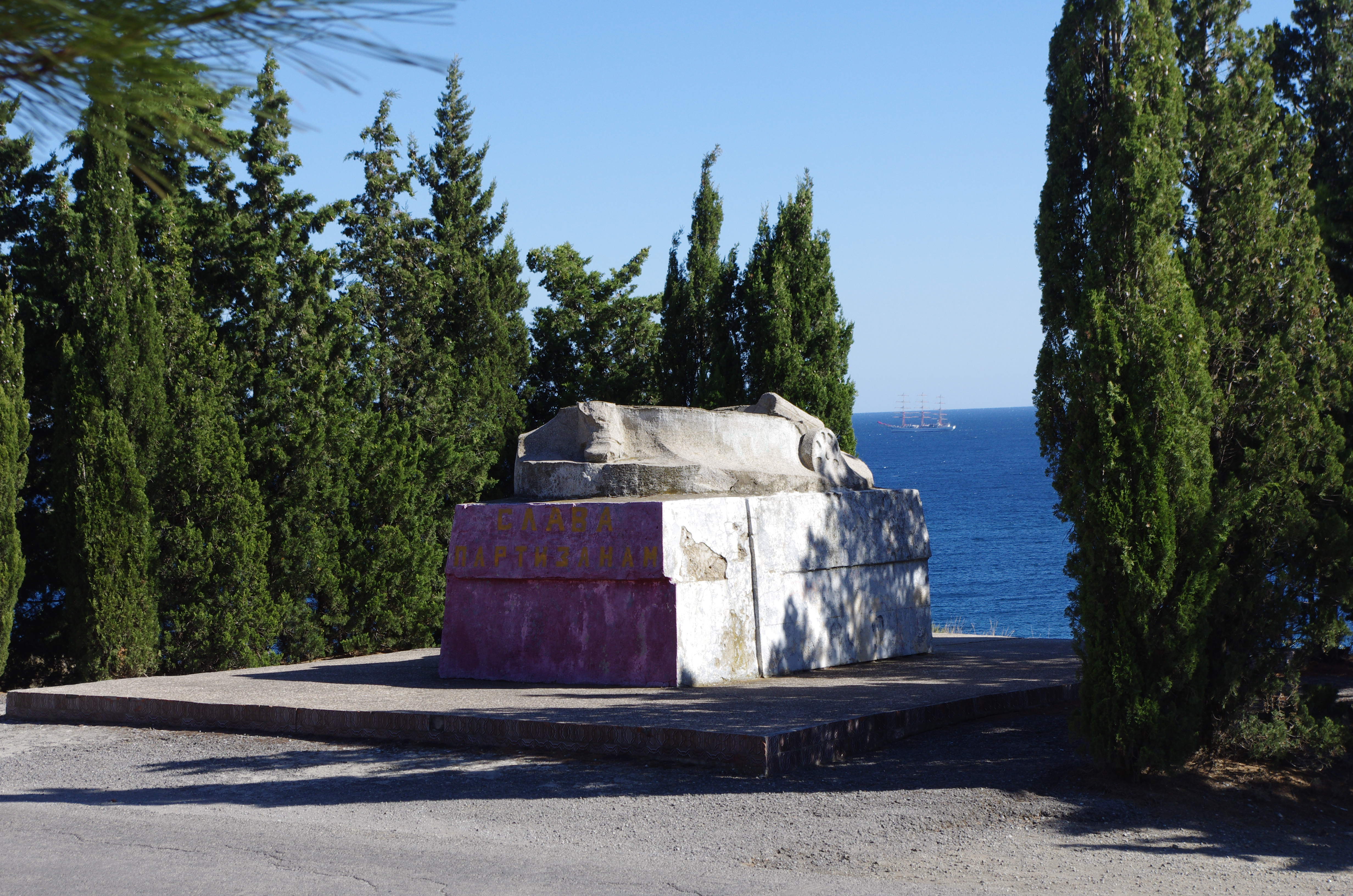
Памятник морскому десанту

В Морском в 1978 году на мысе Партизанский был установлен памятник отряду моряков под командованием комиссара оперативного управления при командующем морскими силами Юго-Западного фронта, исследователя Арктики Папанина, освобождавших Крым от белогвардейцев в 1920 году.
17 (4) августа 1920 десант в составе 11 человек под командованием Алексея Мокроусова высадился в Капсихоре с оружием и деньгами для организации партизанского движения, но в результате действий войск Врангеля вынужден был отступить в горы. Через неделю, сформировав на основе разрозненных отрядов Крымскую повстанческую армию, Мокроусов начал действия против войск Русской армии П. Н. Врангеля.
В октябре 1920 года Папанин был направлен к Михаилу Фрунзе за помощью, и был переправлен контрабандистами в Трапезунд, а затем в Новороссийск. 10 ноября 1920 года Иван Папанин возвратился в Капсихор на кораблях «Рион» и «Шохин» и катере-истребителе «Ми-17» с отрядом из 24 моряков, при этом в освобождении Капсихора также участвовали местные жители. Через 6 дней Крым был освобожден от войск Врангеля. В настоящее время памятник морскому десанту разрушен.

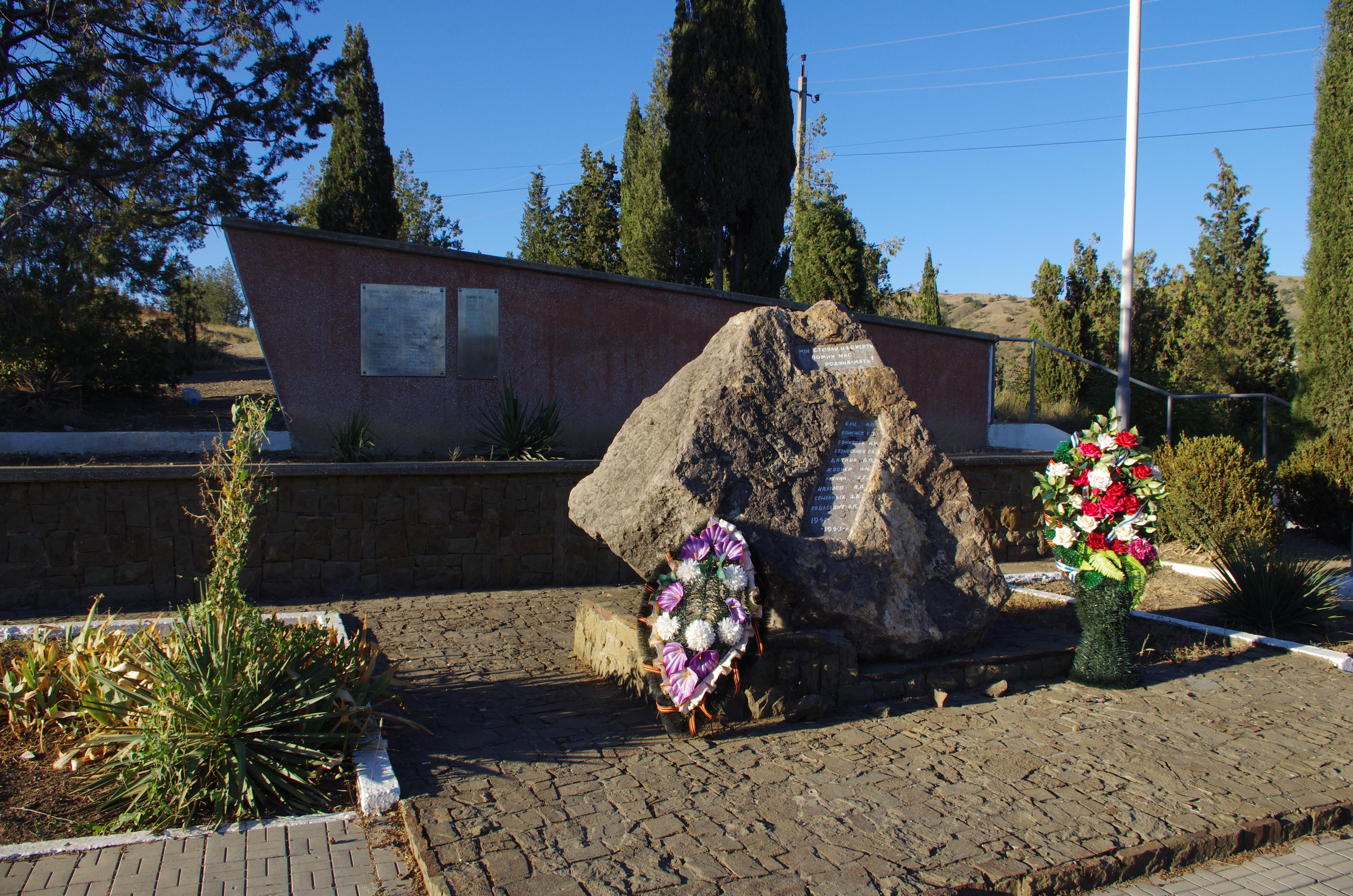
Братская могила советских воинов и крымских партизан и памятный знак в честь односельчан

- Братская могила советских воинов, партизан и памятный знак в честь воинов-односельчан, погибших в годы Великой Отечественной войны  Объект культурного наследия народов РФ регионального значения. Рег. № 911710937870005 (ЕГРОКН) (решение Крымского облисполкома от 05.09.1969 № 595, уч.№ 417)

Установлена в 1970 году на месте захоронения (братская могила) воинов Красной армии, а также партизан, участвовавших в освободительном движении и погибших в боях с немецко-румынскими захватчиками в 1944 году. На лицевой грани стелы установлены две прямоугольные мемориальных таблички из металла с надписью: «Родина не забудет их, они отдали жизнь народу, стране своей — Отчизне всех отчизн», и перечнем фамилий и инициалов погибших. На второй табличке размещена мемориальная надпись: «Вечная слава воинам-односельчанам села Капсихор (Морское), погибшим в годы Великой Отечественной войны!» и списки воинов-односельчан.

## Археология

### Гончарные печи VIII—IX вв.
В 1926 году на побережье между Феодосией и Алуштой в древних крымскотатарских селах была проведена широкая археологическая разведка, которой руководил Н.Барсамов. В различных пунктах, включая Морское и Чобан-Куле А. Якобсеном обнаружены более двадцати гончарных печей VIII—IX веков, сложенных из сырцового кирпича. В таких печах обжигали в основном круглодонные яйцевидные амфоры, плоскодонные сосуды, круглые плоские фляги и пифосы для продажи по всему крымскому побережью, где требовалась гончарная посуда. Якобсон пишет, что из таких ремесленных центров, как Чобан-Куле, амфоры вывозили не только в прибрежные селения, но и далеко за пределы Крыма: для распространения среди тюркских племен, родственных крымским татарам.

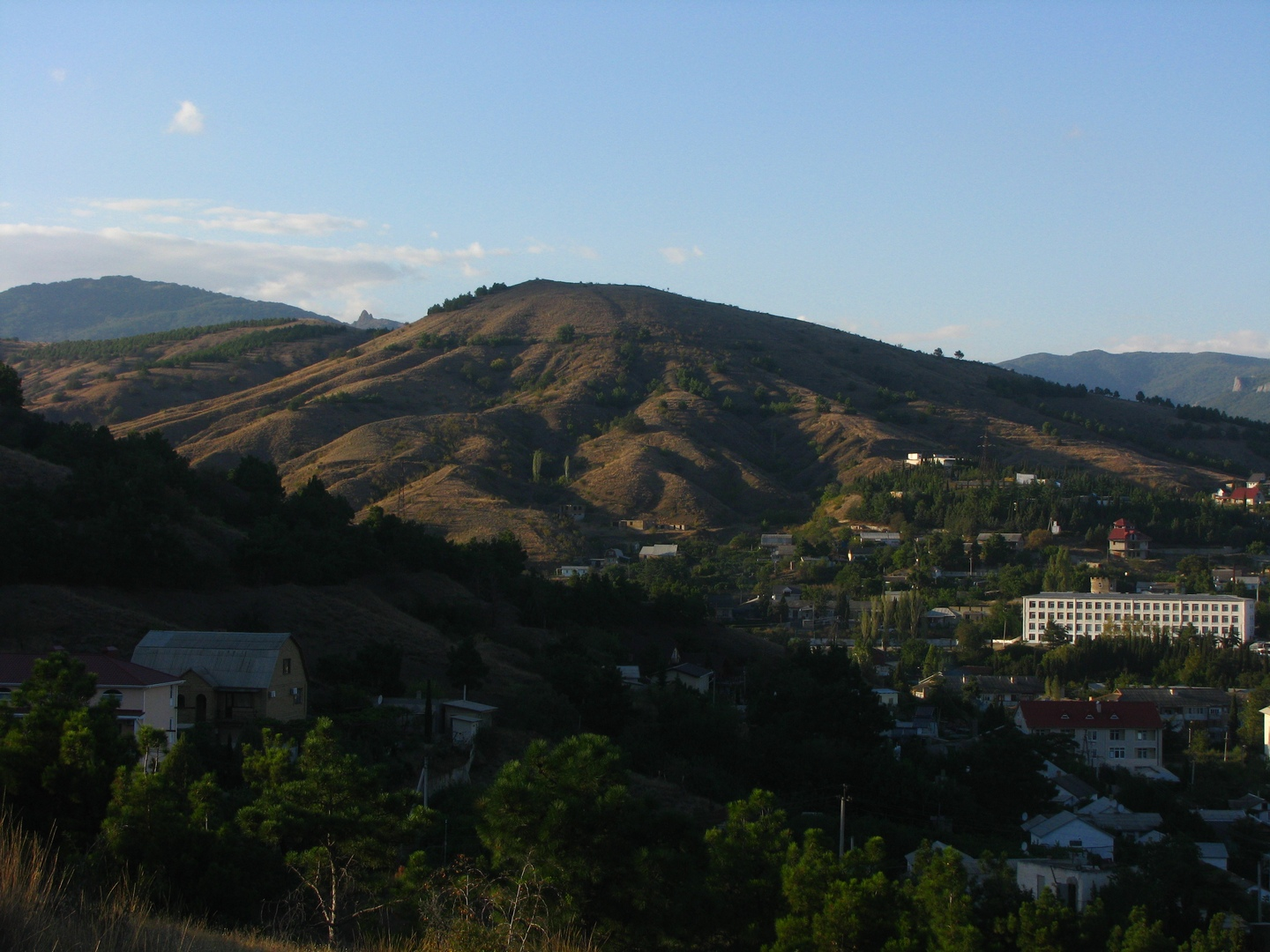
Морское, гора Каматра

В 1988 году на юго-западной окраине села Морское между дорогой Судак-Алушта и сельским кладбищем А. В. Джановым обнаружены гончарные печи, датируемые серединой XI в. — первой половиной X в. Ориентировочная площадь памятника составляет 30х30 метров, не раскапывались. Во время разведок на осыпи над шоссе были собраны фрагменты бракованных перекаленных керамических изделий: причерноморских амфор, глиняных фляг и ойнахой второй половины IX — середины X вв.

### Родник греческого монастыря св. Илии
В конце 90-х годов XX века на вершине Каматры обнаружен фундамент греческого монастыря, рядом с которым находился родник, восстановленный и благоустроенный 1 августа 2008 года. Среди руин монастыря св. Илии на Каматре собраны фрагменты амфорной тары XII—XIV вв.. Находки подтверждают сообщения архиепископа Гавриила от 1844 года и наличии в селении двух средневековых монастырей, один из которых и был во имя Святого пророка Илии.

### Фортификационное сооружение на горе Ай-Фока
На отроге четвертичной террассы юго-западного склона горы Ай-Фока во время археологических разведок 1962 года М. А. Фронджуло обнаружено треугольное укрепление площадью 1500 м². Во время археологических раскопок 1988 года, произведенных И. А. Барановым, обнаружены каменные ядра для пращи, что позволяет сделать вывод о том, что укрепление могло использоваться жителями Капсихора в качестве сельского убежища.
Остатки сооружений в юго-западной части раскопкам не подвергались.

### Раскопки 2003 года
Во время разведочных шурфовок 2003 года в центре села Морское на ходме Кулеси был встречен керамический материал второй половины XIII — первой половины XIV вв. (фрагменты амфорной тары, византийская поливная керамика никейского производства).

## Прочие сведения

### Дачи Шаляпина и Андреева
Согласно А. Д. Тимиргазину, в 1910 году в Капсихоре была организована «дачная колония» и были построены дачи Федора Шаляпина и Леонида Андреева. Вместе с тем в 1908 году дачная колония Шаляпина и Андреева упоминается в шестом издании Путеводителя по Крыму А. Безчинского:

«На расстоянии одной версты от берега, в стороне от шоссе, большая деревня Капсихор, а в верховье протекающей тут речки Шелон деревня того же названия. В Капсихоре имеется группа дач, составляющая общую колонию, принадлежащих Л. Андрееву, Ф. И. Шаляпину и др. Через версту по берегу шоссе заворачивает налево в следующую долину реки Ворон, где расположено большое имение Дракопуло, а в верховье, верстах в 9 к северу в горах две татарских деревни Ворон и Ай-Серез».
Поскольку в четвёртом издании Путеводителя по Крыму А. Безчинского 1904 года и предыдущем издании данного путеводителя 1902 года о дачной колонии Андреева и Шаляпина ничего не сказано, следует предположить, что существовавшая в 1908 году дачная колония была создана в период с 1904 по 1908 гг.
Дачи Андреева и Шаляпина также упоминаются в изданном в 1910 году 14 м томе Полного географического описания нашего Отечества:

"В двух верстах от моря, вверх по реке Шелени расположена деревня Капсхор, в которой по переписи числилось 1584 жителя и в том числе 1573 магометан. В долине разбросано несколько дач интеллигентной колонии, в числе членов которой состоят Леонид Андреев, Ф. И. Шаляпин и др. «.
Таким образом, дачи Федора Шаляпина и Леонида Андреева располагались на территории исторического села Капсихор на значительном удалении от берега, в то время как приписываемая Шаляпину дача, расположенная в долине реки Ворон на территории Массандровского винзавода, является строением, принадлежавшем Дракопуло.

### Создание группы „Кино“

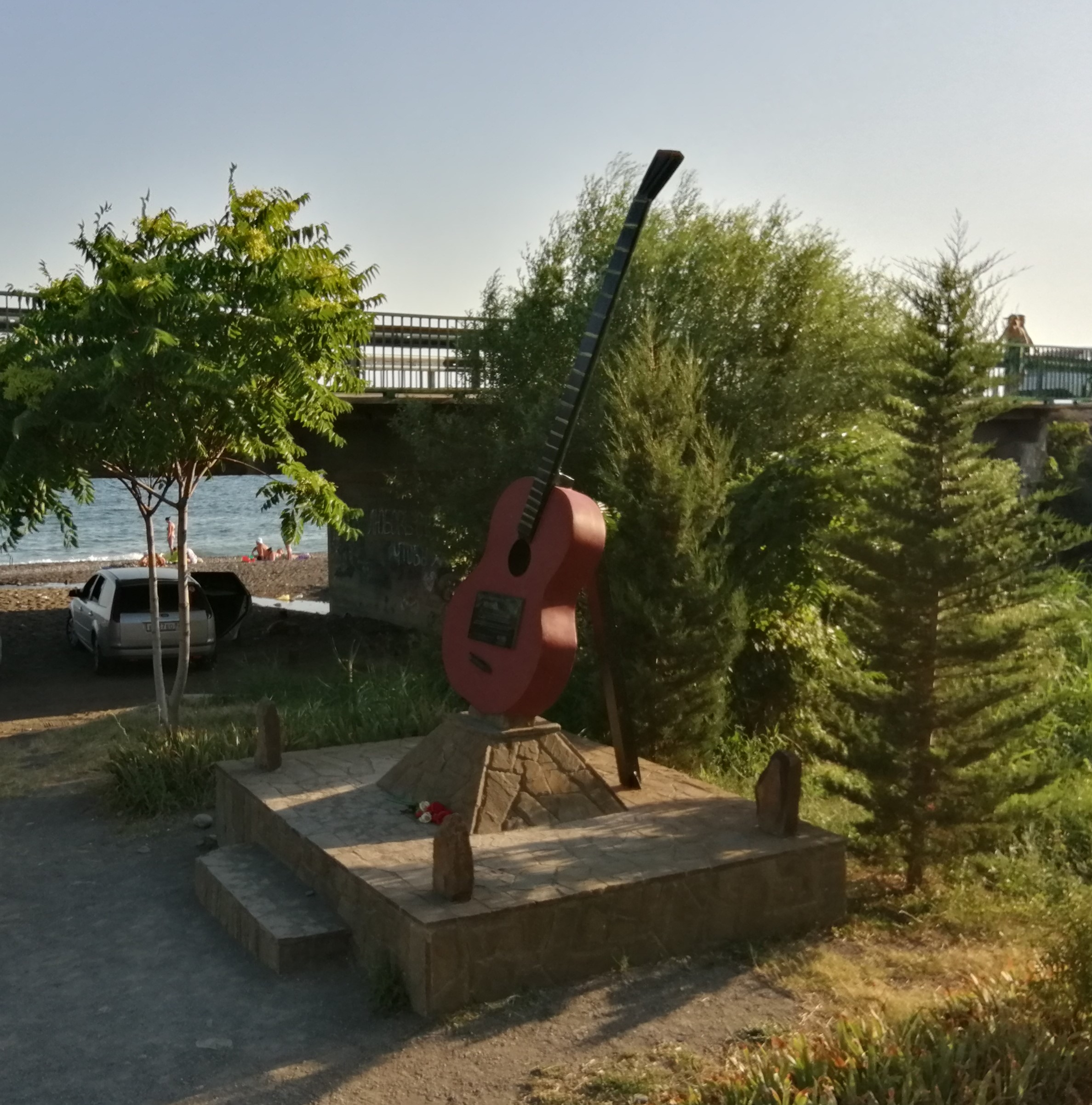
Морское, памятный знак группе Кино

Морское считается местом основания группы „Кино“. Один из создателей этой группы, Алексей Рыбин так описывает создание группы в своей книге „Кино“ с самого начала» в 1981 году:

"Жители поселка Морское оказались первыми слушателями группы, которая впоследствии стала называться «Кино». Следующим утром они пели и играли на берегу, у своей палатки. «К этому времени все мы были несколько не у дел: группа „Пилигрим“ уже развалилась, не выдержав творческих споров участников коллектива, „Палата“ тоже молчала, в общем, все мы были как бы в творческом отпуске. — Витька, слушай, мне, кстати, нравятся твои песни, — сказал я. — А мне — твои, — сказал мне Витька. — Давайте, может, сделаем группу, — я посмотрел на Олега. — Это круто! — Олег улыбнулся. — Давайте, — сказал Витька». И здесь же, на берегу Чёрного моря, у палатки, началось серьёзное обсуждение многочисленных организационных проблем. Тогда же возникло первое название группы — «Гарин и Гиперболоиды», которое впоследствии заменили на «Кино».
21 сентября 2011 года в Морском был открыт памятник группе «Кино» Рядом с памятником находится Стена Цоя.

### Морское в кинематографии

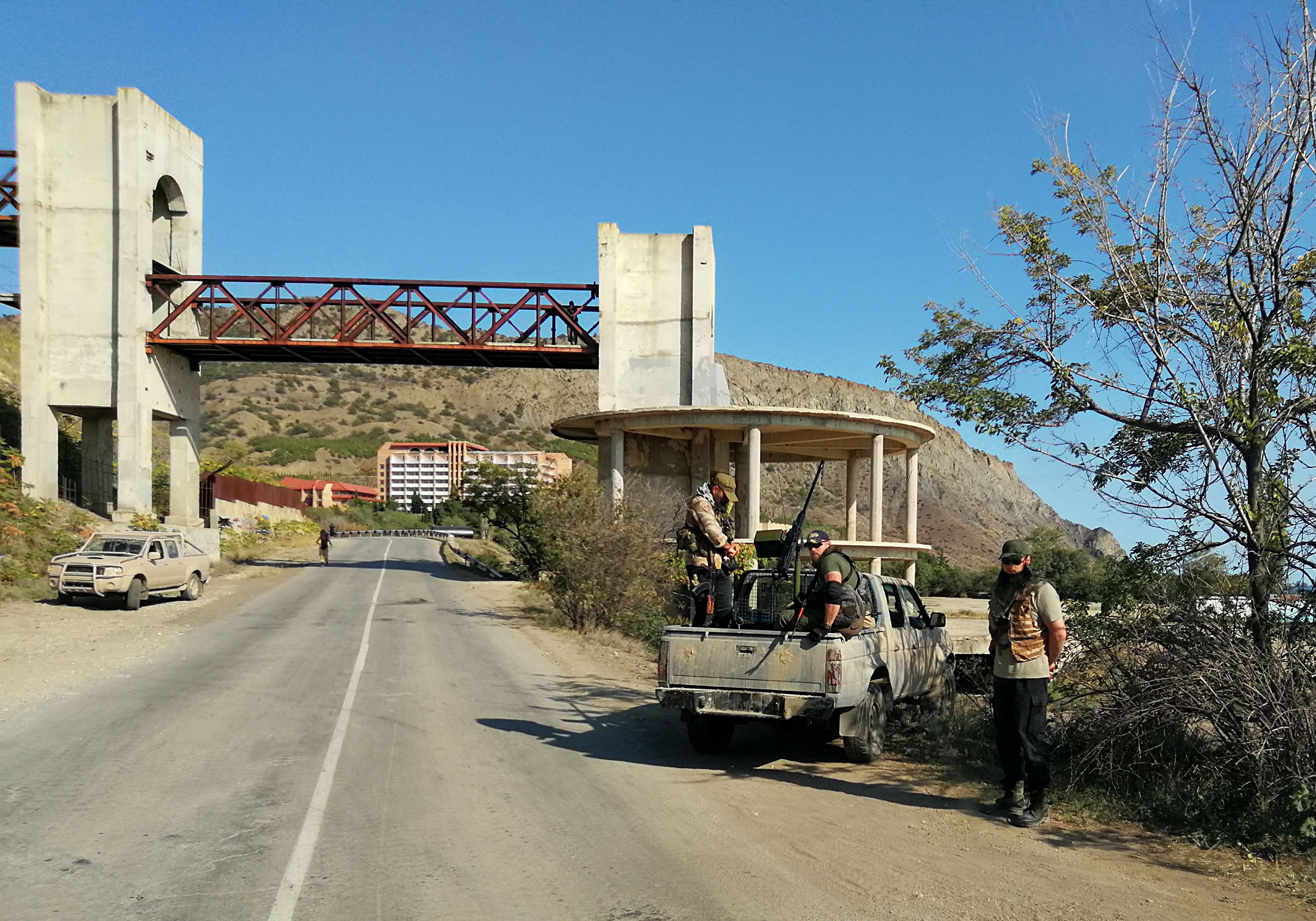
Съемки фильма Небо в Морском

На трассе Алушта-Судак около Морского снималась сцена погони из художественного фильма «Три плюс два».
В 2020 году в Морском проходили съемки художественного фильма «Шугалей-2», в массовых сценах которого принимали участие и местные жители. Ранее на территории заброшенного пансионата «Липецкий металлург» снималась также одна из сцен фантастического фильма Федора Бондарчука «Обитаемый остров». Кроме того, на побережье Морского снималась сцена падения на планету Саракш летательного аппарата главного героя фильма Мак Сима
Осенью 2020 года в Морском снимались отдельные сцены художественного фильма «Небо», посвященному лётчику Олегу Пешкову.

## Галерея

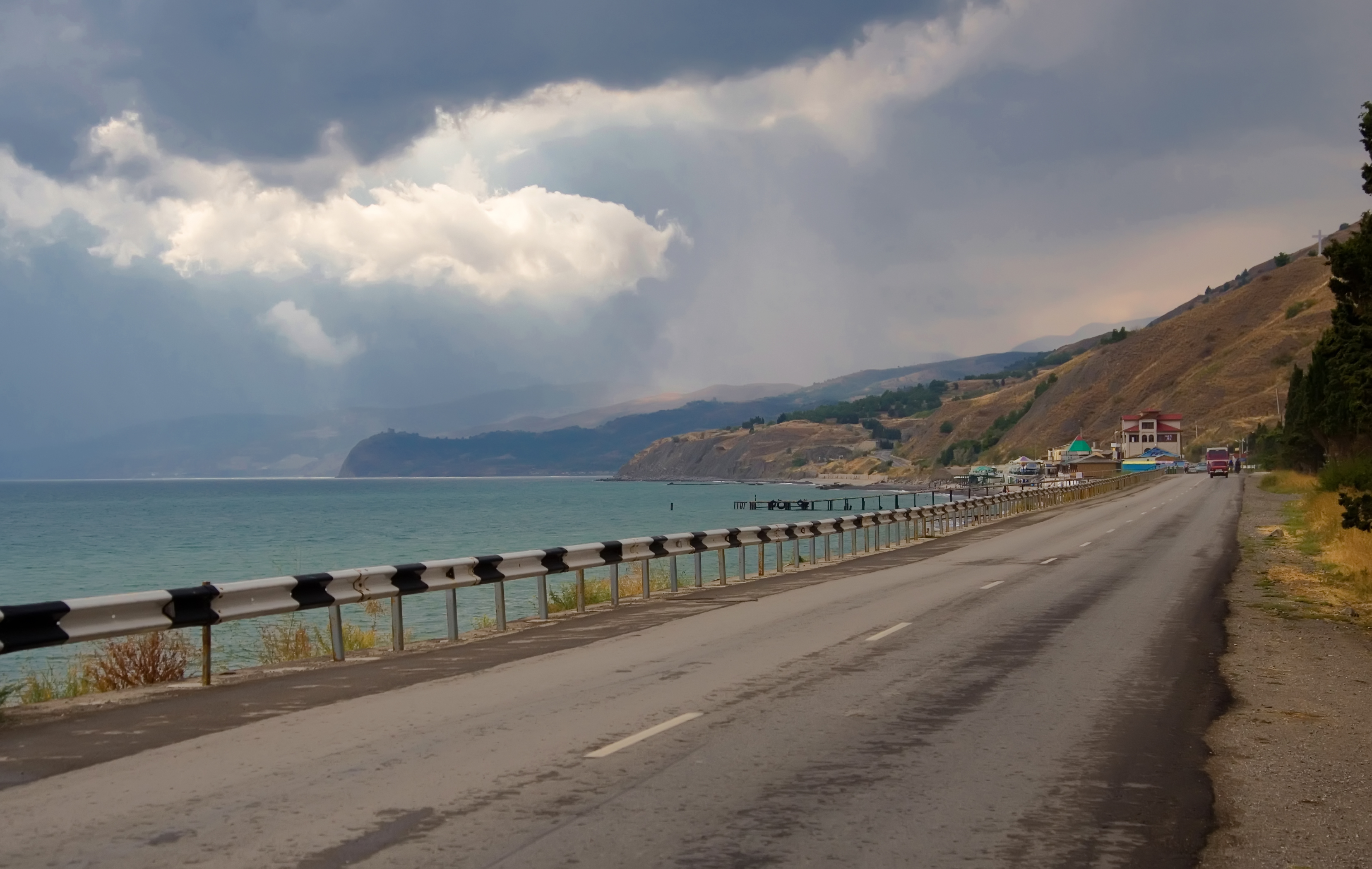
Морское со стороны автодороги Судак-Алушта
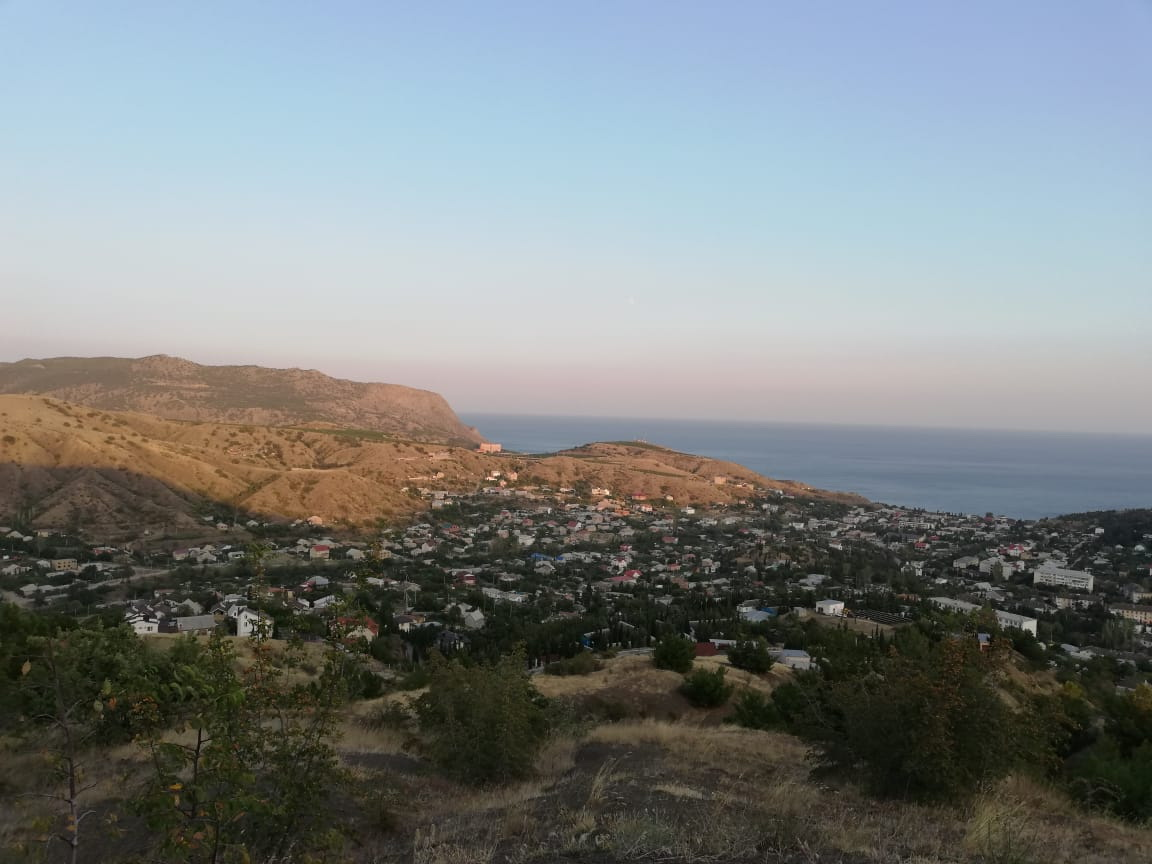
Морское, гора и мыс Ай-Фока со стороны Каматры
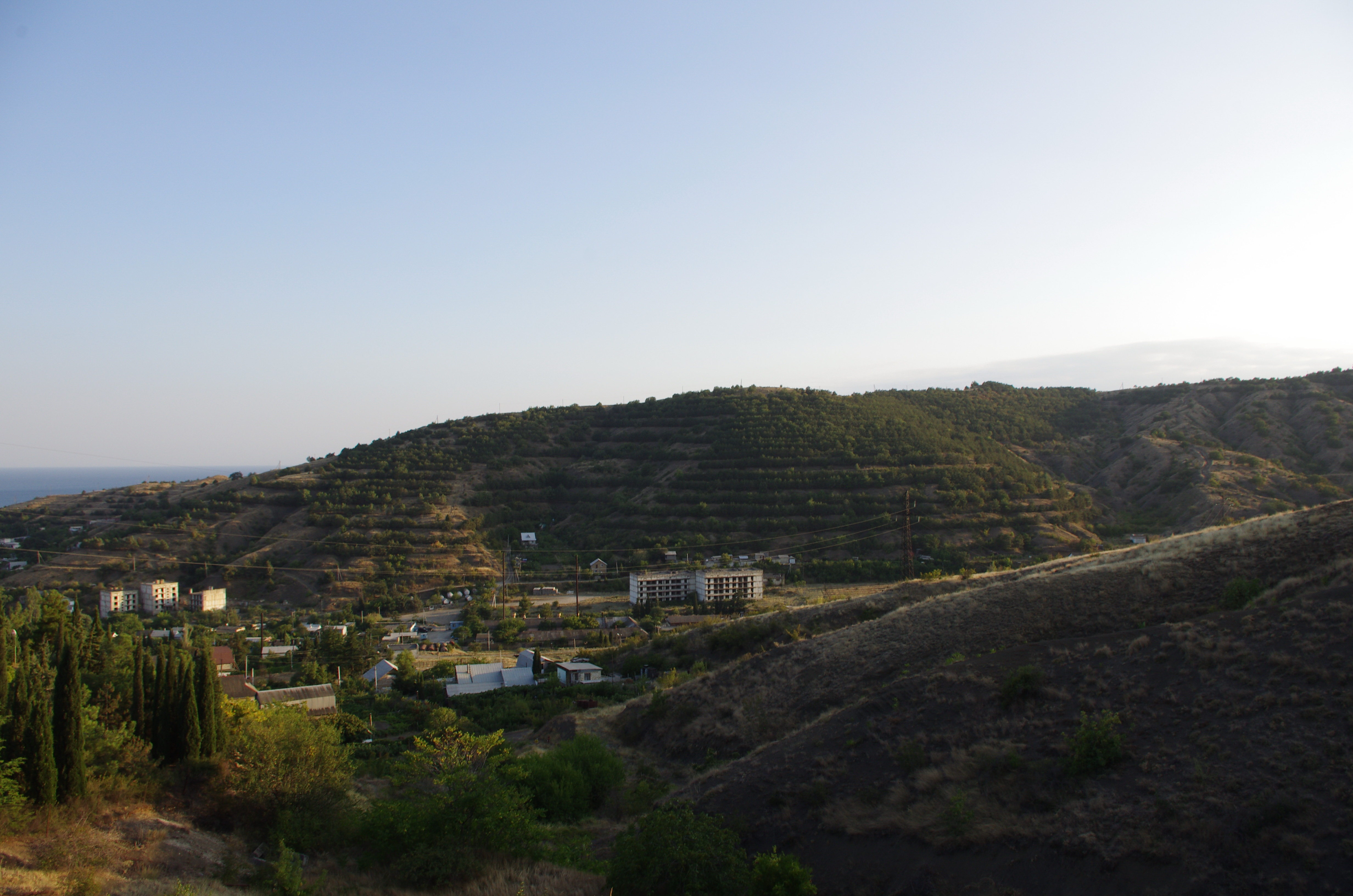
Заказник Аунлар
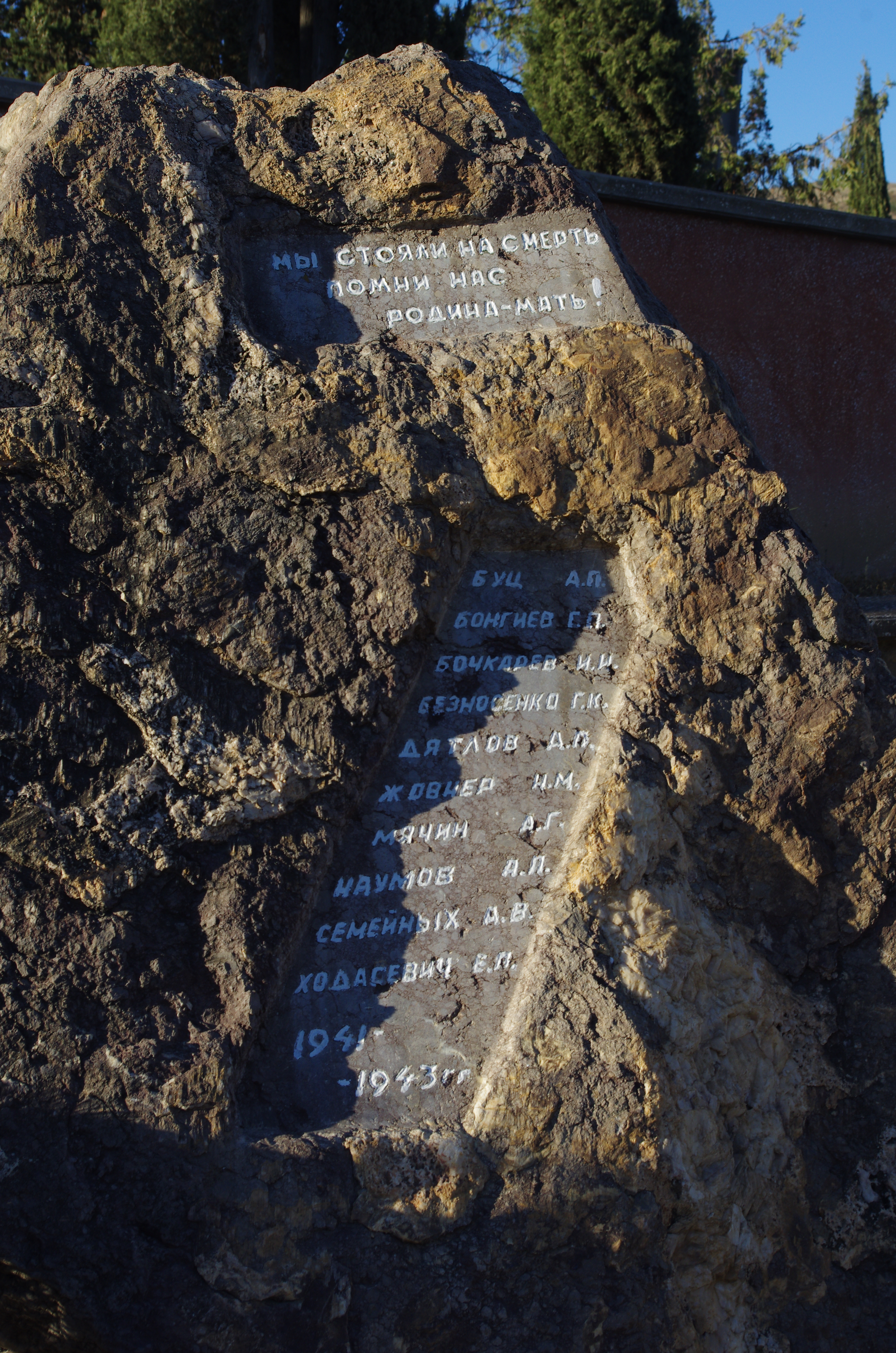
Братская могила советских воинов и крымских партизан и памятный знак в честь односельчан
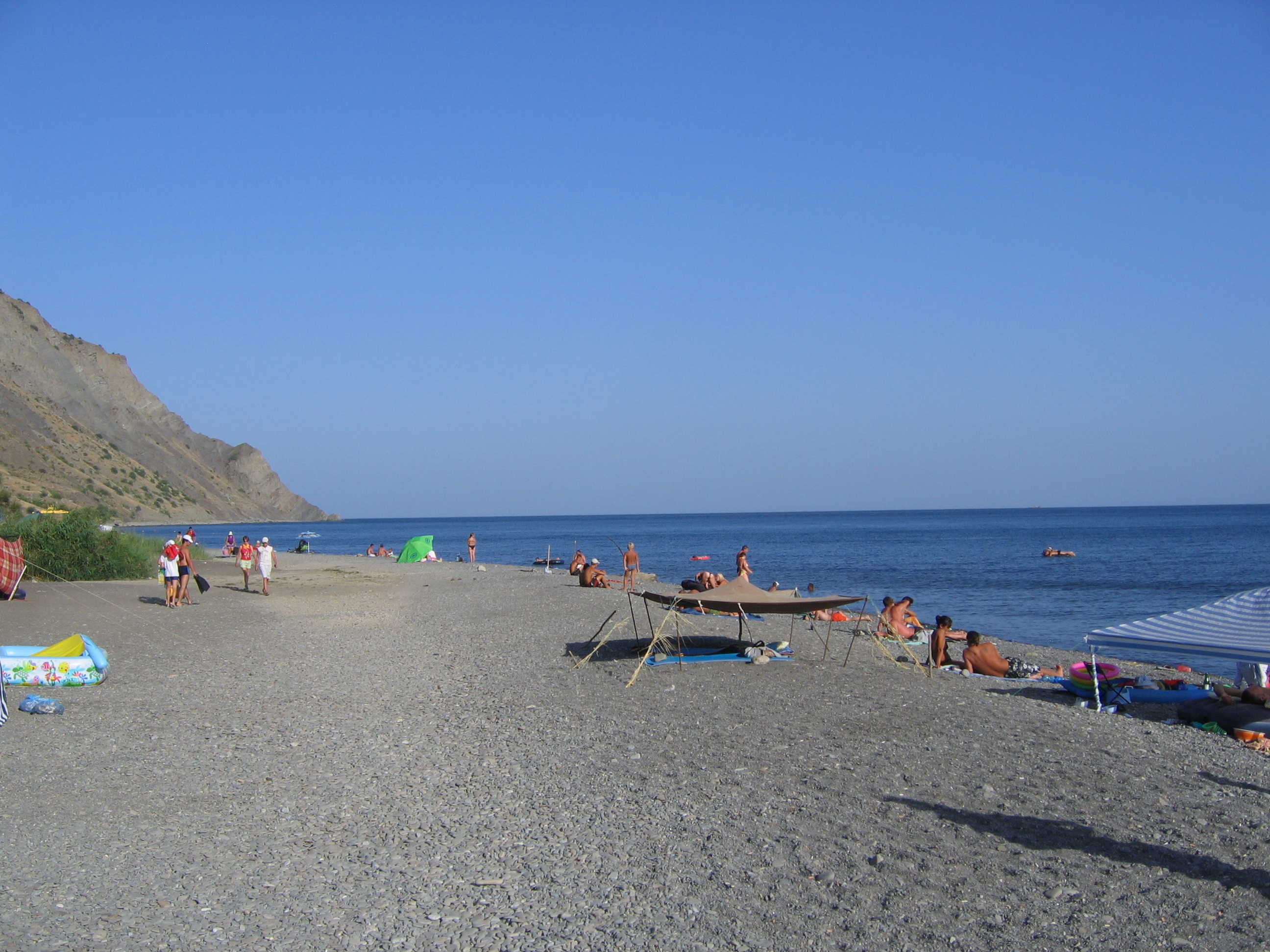
Пляж Морского с чёрным вулканическим песком (мыс Ай-Фока)
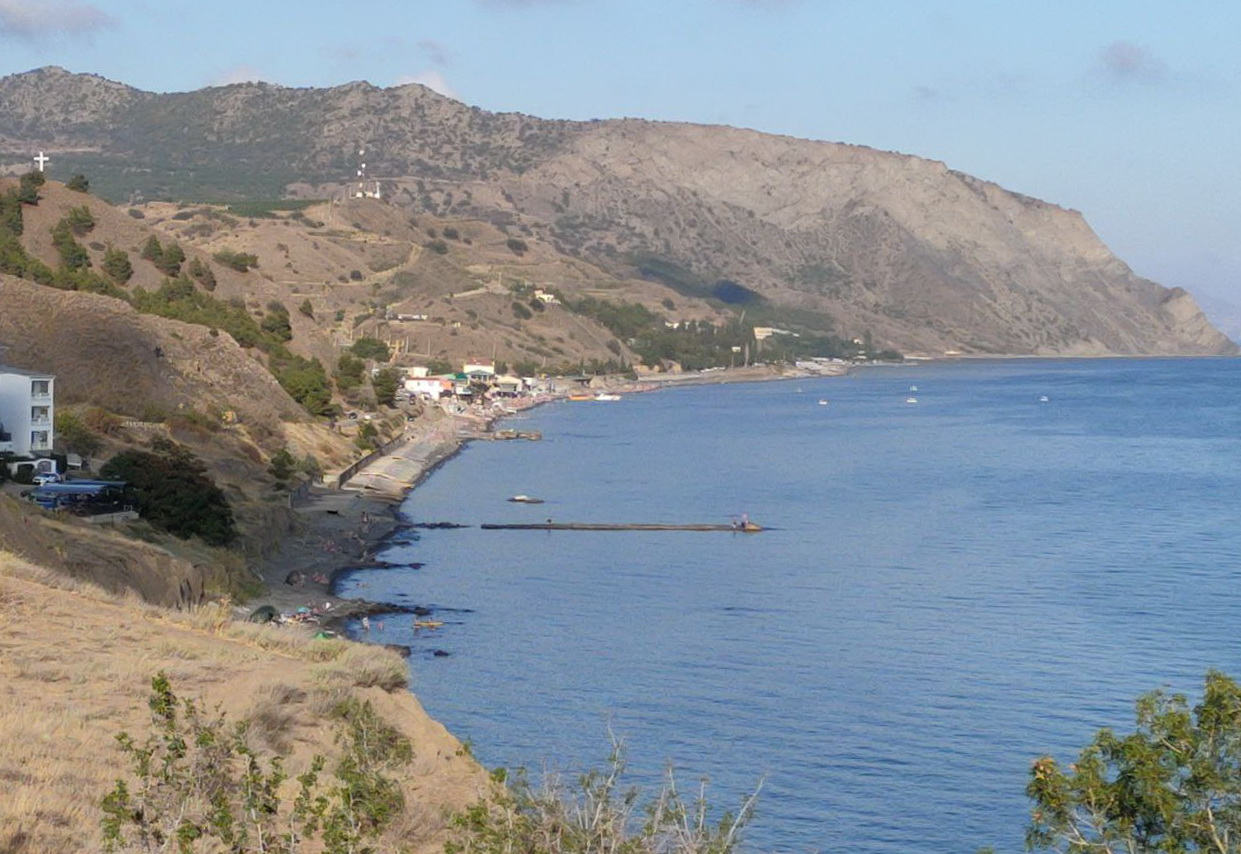
Капсихорская бухта со стороны мыса Партизанский
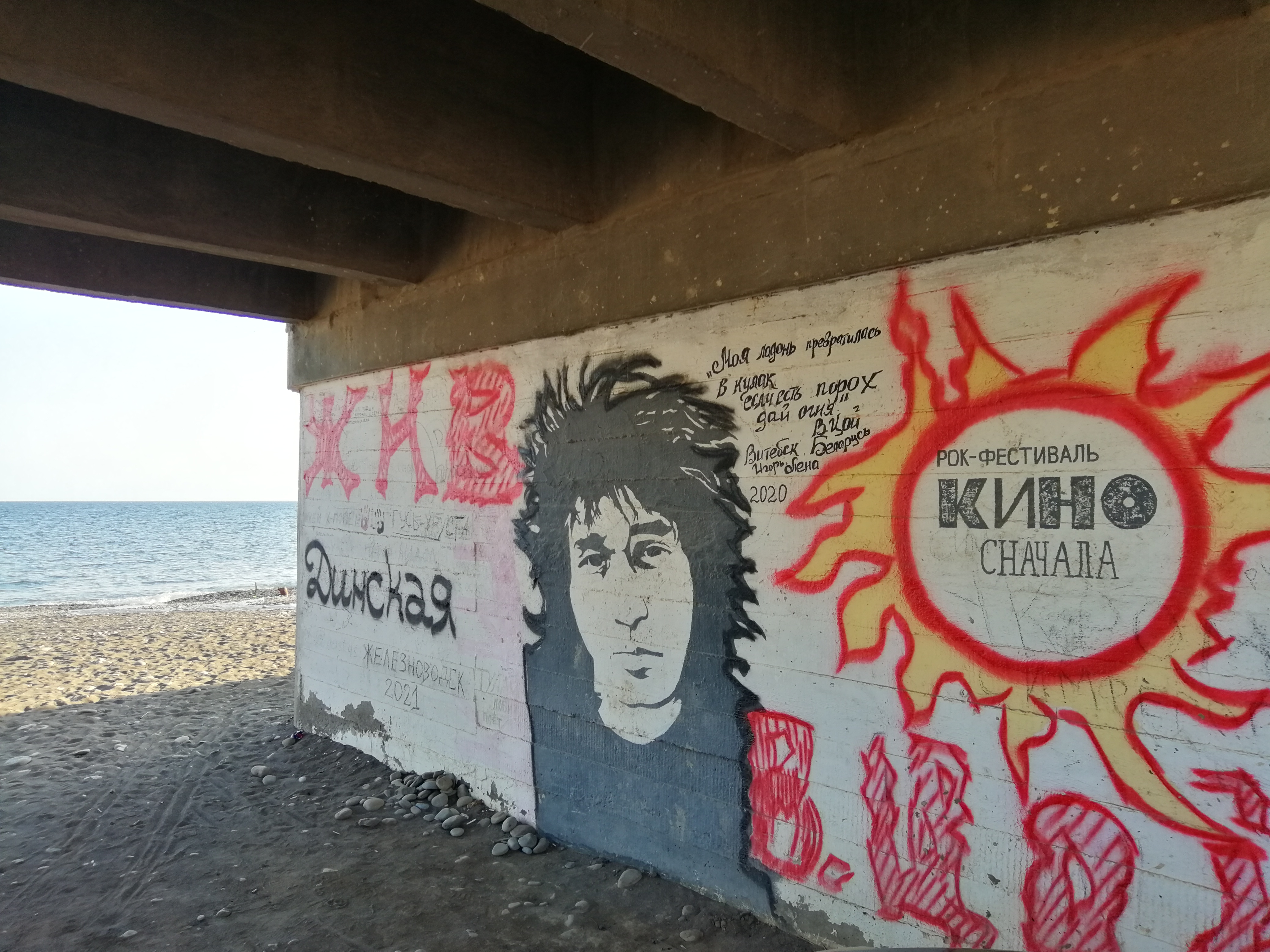
Стена Цоя
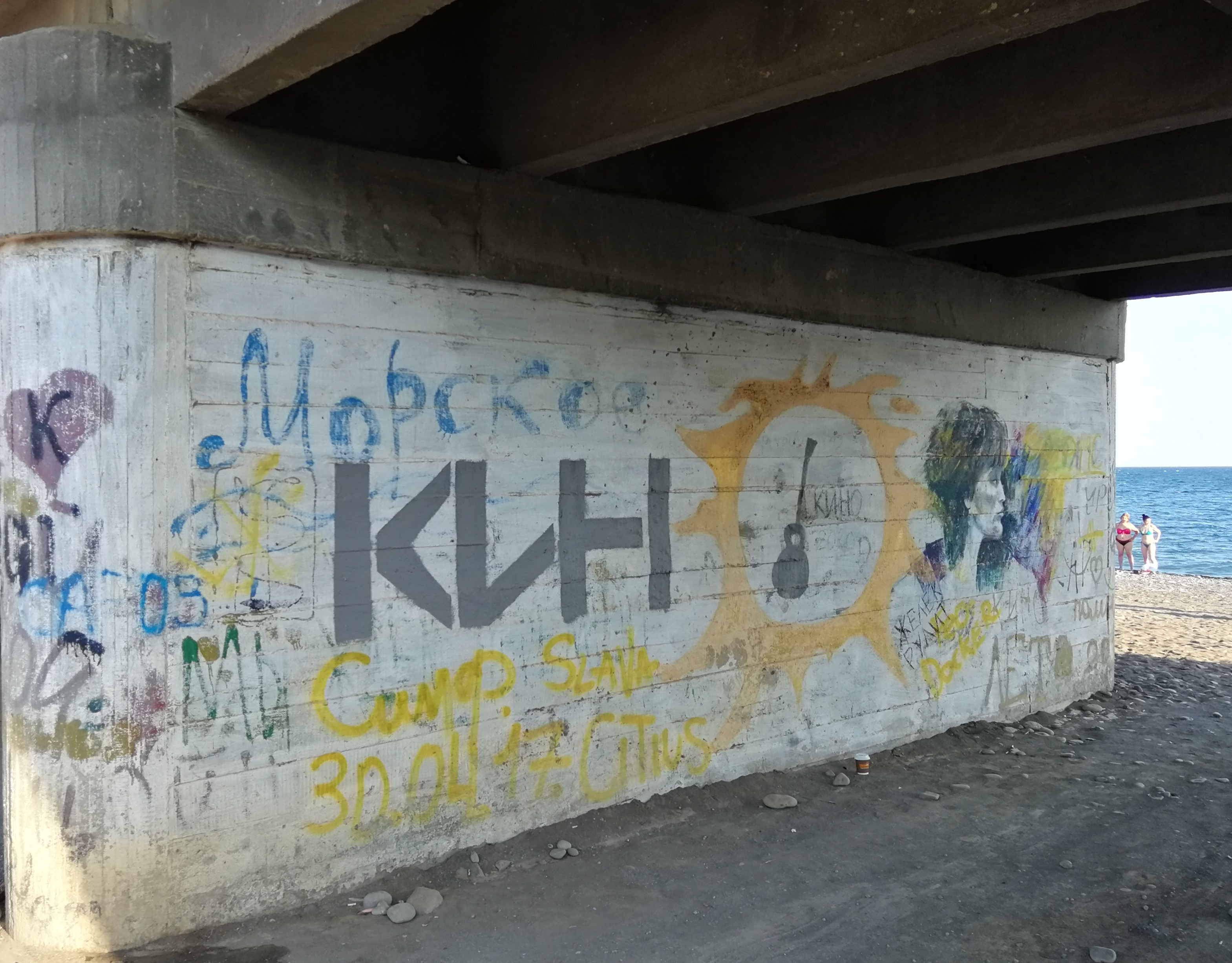
Стена Цоя
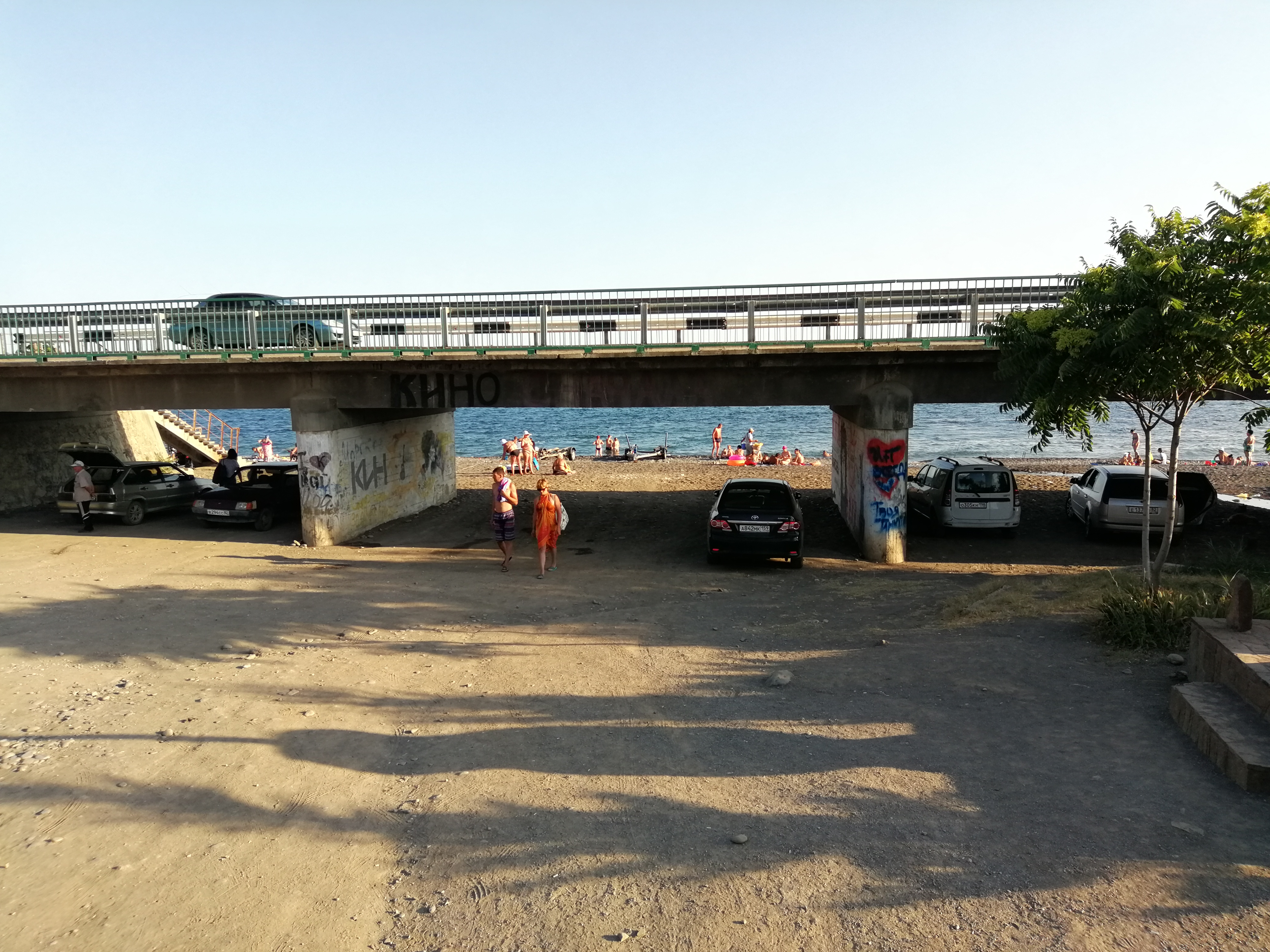
Стена Цоя
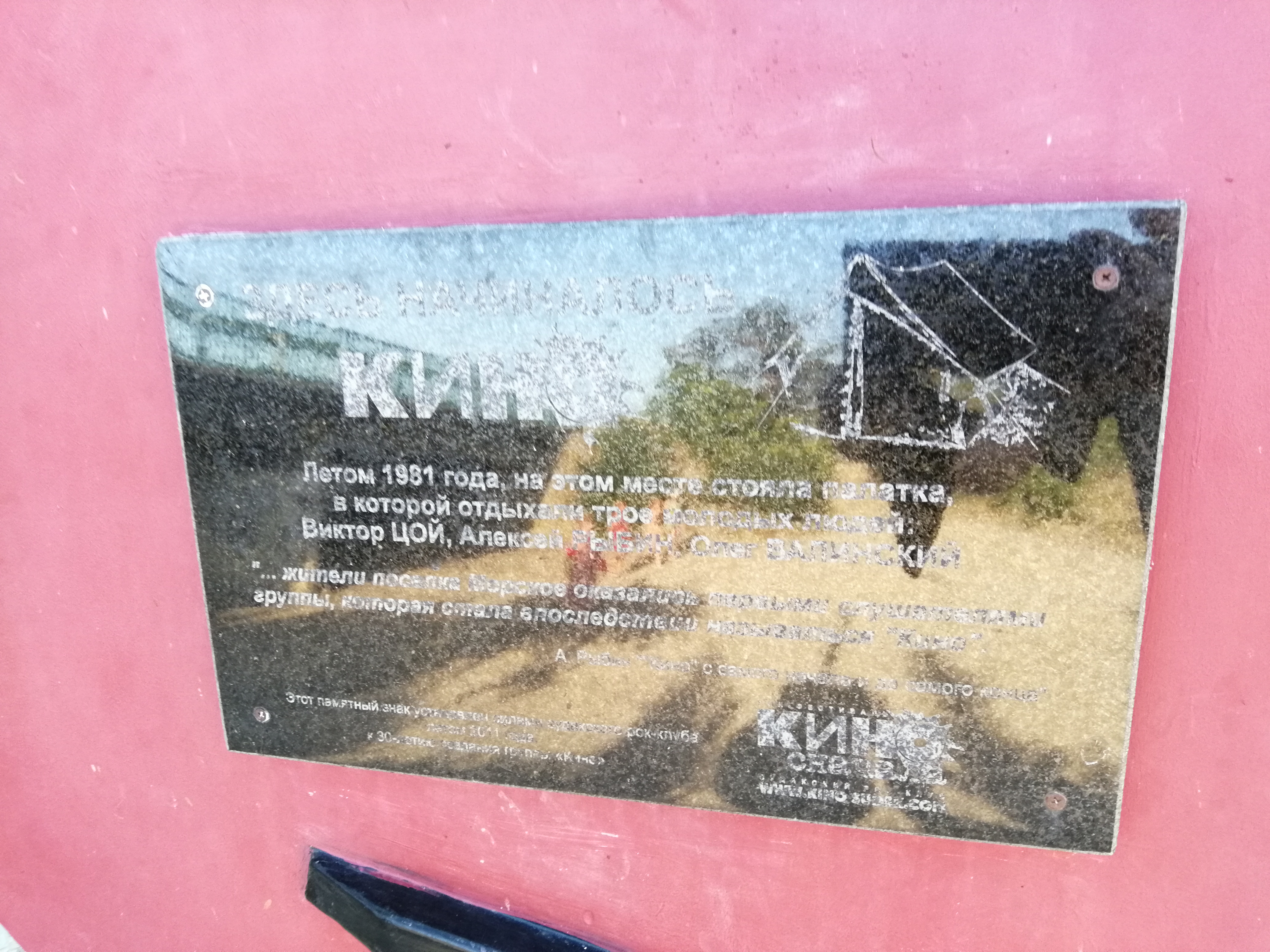
Памятник группе «Кино»